# Trapani
Trapani (, in siciliano Tràpani) è un comune italiano di 54 723 abitanti, capoluogo dell'omonimo libero consorzio comunale in Sicilia.
Trapani ha sviluppato nel tempo una fiorente attività economica legata all'estrazione e al commercio del sale, giovandosi della sua posizione naturale, proiettata sul Mediterraneo, e del suo porto, antico sbocco commerciale per Eryx (l'odierna Erice), sita sul monte omonimo che la sovrasta. L'economia oggi si basa sul terziario, sulla pesca (anticamente quella del tonno rosso, con la mattanza), sull'estrazione ed esportazione del marmo, sulle attività legate al commercio e al turismo.
L'agglomerato urbano comprende circa 80 000 abitanti, in quanto include anche la popolosa frazione di Casa Santa, ricadente nel territorio del comune di Erice.

## Geografia fisica

### Territorio
Trapani è posizionata nella parte più occidentale della Sicilia, sul promontorio dell'antica Drepanum in latino, dal greco Drepanon (Δρέπανον, falce), data la forma della penisola su cui sorge la città. Il territorio comunale è vasto 180,44 chilometri quadrati, il secondo più esteso della provincia dopo quello di Marsala, con una densità di circa 307 abitanti per chilometro quadrato. La città ha un'altitudine media di tre metri sul livello del mare.
Il suo territorio comunale è attraversato dal fiume Chinisia.
Fanno inoltre parte del territorio di Trapani l'Isola della Colombaia, lo Scoglio Palumbo, e gli scogli Porcelli.

### Clima
La città di Trapani si caratterizza per il tipico clima mediterraneo, costituito da inverni tiepidi ed estati calde ma generalmente non torride e ventilate; solo durante le onde di calore e in presenza di venti di scirocco provenienti dal Sahara le temperature massime possono attestarsi attorno ai 40 °C, ma con umidità relativa che crolla letteralmente. I venti sono frequenti, e le precipitazioni si attestano sui 450 mm annui, con marcato minimo estivo e picco autunnale molto contenuto.
Di seguito è riportata la tabella con le medie climatiche registrate nel trentennio 1971-2000:
| Trapani Birgi (1971-2000)       | Mesi        | Mesi        | Mesi        | Mesi        | Mesi        | Mesi        | Mesi        | Mesi        | Mesi        | Mesi        | Mesi        | Mesi        | Stagioni | Stagioni | Stagioni | Stagioni | Anno  |
| Trapani Birgi (1971-2000)       | Gen         | Feb         | Mar         | Apr         | Mag         | Giu         | Lug         | Ago         | Set         | Ott         | Nov         | Dic         | Inv      | Pri      | Est      | Aut      | Anno  |
| ------------------------------- | ----------- | ----------- | ----------- | ----------- | ----------- | ----------- | ----------- | ----------- | ----------- | ----------- | ----------- | ----------- | -------- | -------- | -------- | -------- | ----- |
| T. max. media (°C)              | 15,0        | 15,3        | 16,7        | 19,1        | 23,4        | 27,1        | 29,7        | 30,4        | 27,9        | 23,8        | 19,3        | 16,3        | 15,5     | 19,7     | 29,1     | 23,7     | 22,0  |
| T. media (°C)                   | 11,5        | 11,5        | 12,5        | 14,6        | 18,4        | 22,0        | 24,6        | 25,5        | 23,2        | 19,7        | 15,6        | 12,8        | 11,9     | 15,2     | 24,0     | 19,5     | 17,7  |
| T. min. media (°C)              | 7,9         | 7,7         | 8,4         | 10,1        | 13,4        | 16,8        | 19,6        | 20,6        | 18,6        | 15,6        | 11,8        | 9,4         | 8,3      | 10,6     | 19,0     | 15,3     | 13,3  |
| T. max. assoluta (°C)           | 22,6 (1982) | 23,6 (1995) | 29,4 (1981) | 30,0 (1999) | 36,4 (1994) | 43,0 (1982) | 41,6 (1982) | 44,0 (1999) | 40,0 (1988) | 33,6 (1999) | 30,0 (1984) | 22,4 (1989) | 23,6     | 36,4     | 44,0     | 40,0     | 44,0  |
| T. min. assoluta (°C)           | 0,0 (2000)  | 0,0 (1999)  | 0,0 (1987)  | 1,8 (1995)  | 6,0 (1981)  | 9,4 (1975)  | 13,2 (1991) | 13,6 (1981) | 9,6 (1977)  | 6,8 (1996)  | 2,4 (1995)  | 1,4 (1977)  | 0,0      | 0,0      | 9,4      | 2,4      | 0,0   |
| Giorni di calura (Tmax ≥ 30 °C) | 0,0         | 0,0         | 0,0         | 0,0         | 1,6         | 5,5         | 12,0        | 16,4        | 5,9         | 0,0         | 0,0         | 0,0         | 0,0      | 1,6      | 33,9     | 5,9      | 41,4  |
| Giorni di gelo (Tmin ≤ 0 °C)    | 0,1         | 0,0         | 0,0         | 0,0         | 0,0         | 0,0         | 0,0         | 0,0         | 0,0         | 0,0         | 0,0         | 0,0         | 0,1      | 0,0      | 0,0      | 0,0      | 0,1   |
| Precipitazioni (mm)             | 66,7        | 50,1        | 43,4        | 37,9        | 18,8        | 3,6         | 3,3         | 8,9         | 43,2        | 71,5        | 79,3        | 69,0        | 185,8    | 100,1    | 15,8     | 194,0    | 495,7 |
| Giorni di pioggia               | 9,1         | 7,8         | 6,9         | 5,8         | 3,0         | 0,8         | 0,5         | 1,0         | 3,8         | 7,3         | 8,2         | 9,3         | 26,2     | 15,7     | 2,3      | 19,3     | 63,5  |
| Giorni di nebbia                | 0,3         | 0,2         | 0,5         | 0,8         | 1,2         | 0,5         | 0,5         | 0,4         | 0,3         | 0,3         | 0,6         | 0,3         | 0,8      | 2,5      | 1,4      | 1,2      | 5,9   |
| Umidità relativa media (%)      | 82          | 80          | 79          | 76          | 74          | 72          | 74          | 74          | 76          | 79          | 81          | 83          | 81,7     | 76,3     | 73,3     | 78,7     | 77,5  |

## Origini del nome
La mitologia vuole che una falce caduta dalle mani di Cerere oppure di Saturno, quest'ultimo il tradizionale dio patrono della città, si mutò in una lingua di terra arcuata sulla quale sorse poi la città, per tale forma detta appunto Drepanon ("falce" in greco antico).
Nell'Eneide, Virgilio racconta che il padre di Enea, Anchise morì a Drepanum e, dopo la fuga da Didone, l'eroe troiano vi ritornò per celebrarvi dei giochi, i ludi novendiali.

## Storia

### La fondazione

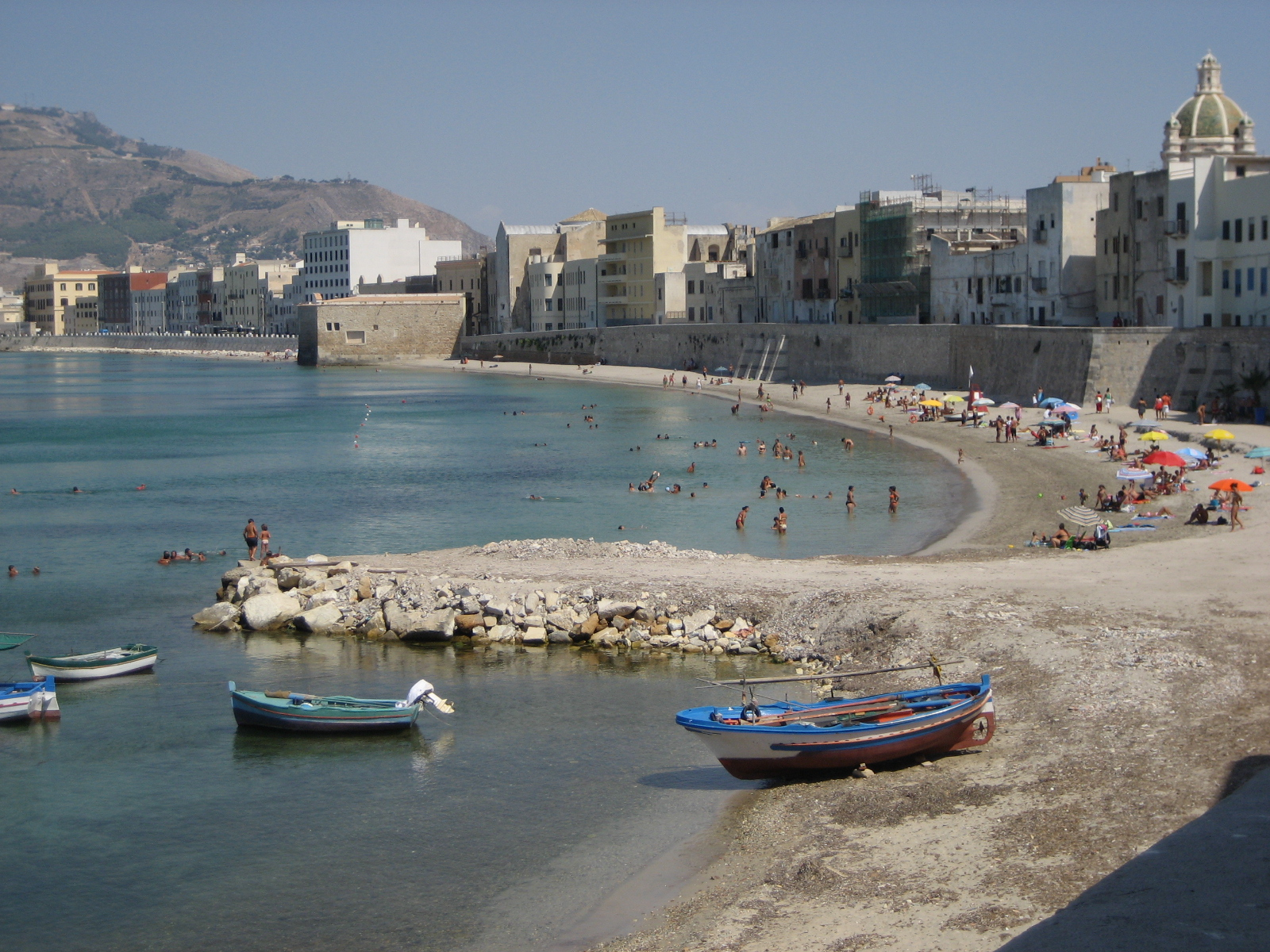
Vista dalle vecchie mura di Tramontana

I fondatori del primo nucleo abitativo di Trapani furono probabilmente gli Elimi, un popolo stanziatosi nella Sicilia occidentale in epoca protostorica e di cui Eryx (Erice) era uno dei centri principali. La data della fondazione è quasi sicuramente anteriore alla caduta di Troia (1184 a.C.). Il piccolo villaggio di Trapani doveva sorgere su un'isola divisa dall'entroterra paludoso mediante un canale navigabile e rivestiva il ruolo di porto commerciale di Erice. Trapani divenne presto una città-emporio grazie alla sua felice posizione geografica.

### L'influenza cartaginese

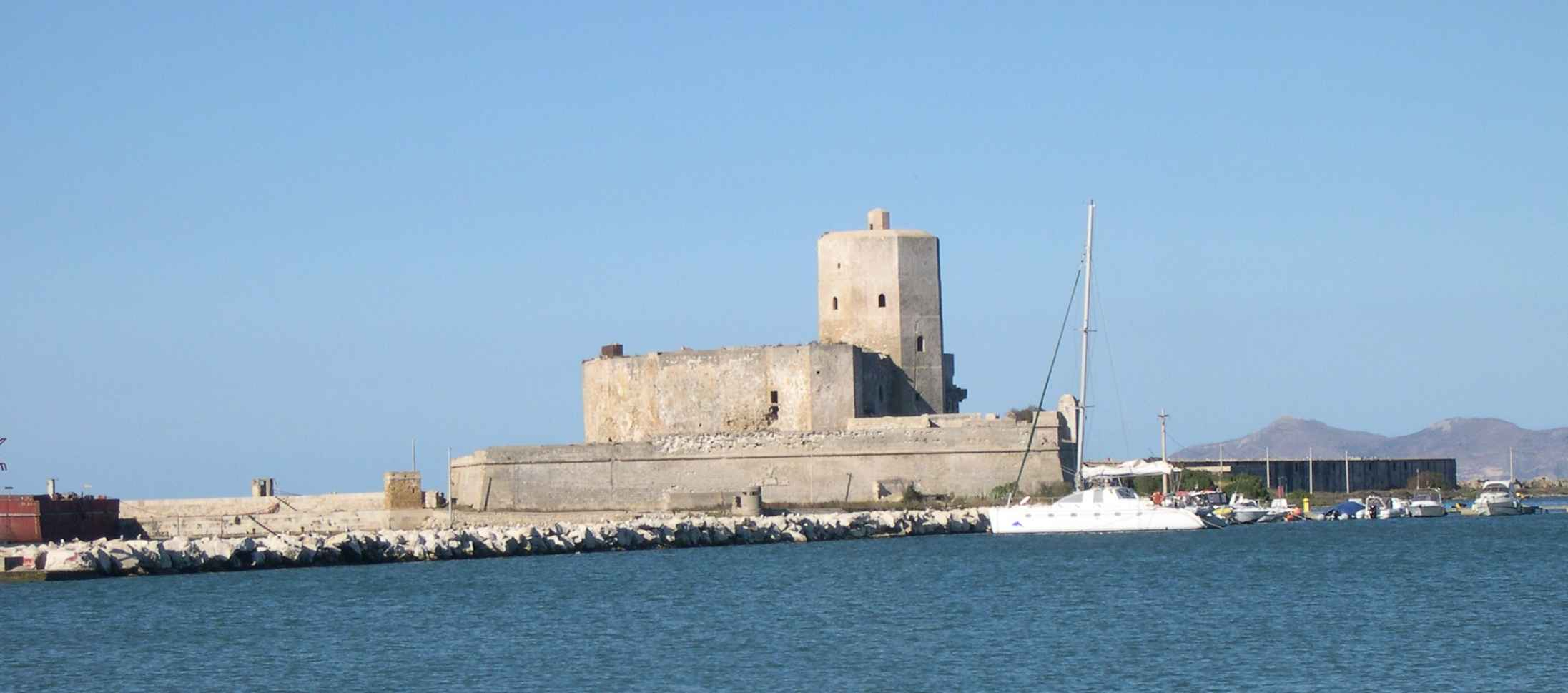
Castello della Colombaia

Tra IX e VIII secolo a.C. si affermò a Trapani l'influenza punica.
Durante le guerre contro i Greci e Siracusa dei secoli successivi, Trapani si fortificò e si mantenne saldamente alleata alla città di Cartagine. Nel 260 a.C. Amilcare giunto in Sicilia, rafforzò la cinta muraria, fece costruire il Castello di Terra, la Torre Pali e la Torre Peliade o Colombaia e vi trasferì parte degli abitanti di Erice. Il generale Aderbale, che vi aveva insediato il comando generale delle forze cartaginesi, sconfisse i Romani nella battaglia di Trapani. Drepano (Trapani), insieme a Lilibeo, fu una delle ultime roccaforti cartaginesi in Sicilia.

### Dai Romani alla dominazione spagnola
L'importante posizione strategica fu utilizzata durante la Prima guerra punica quando i Cartaginesi sconfissero la flotta romana nella Battaglia di Trapani del 249 a.C. Ma alcuni anni dopo, nel 241 a.C., Gaio Lutazio Catulo sbaragliò la flotta cartaginese nella battaglia delle Isole Egadi che pose fine alla guerra. I Romani così conquistarono la città, latinizzandone il nome in Drepanum.
I Romani trattarono le città siciliane a seconda della loro condotta durante la guerra punica. Drepanum rientrò fra le 26 città censorie (civitates censoriae) ovvero fra quelle più pertinaci nella resistenza contro i Romani. Osteggiata dai Romani, che non le perdonarono la fedeltà a Cartagine, Trapani entrò in un periodo di decadenza e si spopolò.
Dopo i Romani, dominarono la città i Vandali, poi i Bizantini, ma fu nel IX secolo d.C. con gli Arabi (che la chiamarono Itràbinis, Taràbanis, Tràpanesch) e con i Normanni (che la conquistarono nel 1077 guidati da Ruggero I) che la città raggiunse un fervido sviluppo, florida nei commerci e nelle attività culturali. Il porto della città fu uno scalo importante anche durante il periodo delle crociate. Più in generale, durante il Medioevo, fu uno dei più importanti del Mediterraneo: tutte le più potenti città marinare (Genova, Pisa, Venezia, Amalfi) avevano un consolato nel porto trapanese e, specialmente con le prime due, Trapani aveva l'accordo per fungere da scalo verso i loro possedimenti nell'Africa settentrionale.
Nel 1266 la flotta Veneziana e Genovese si scontrarono davanti al porto di Trapani durante la guerra di San Saba. I Veneziani catturarono l'intera flotta genovese.

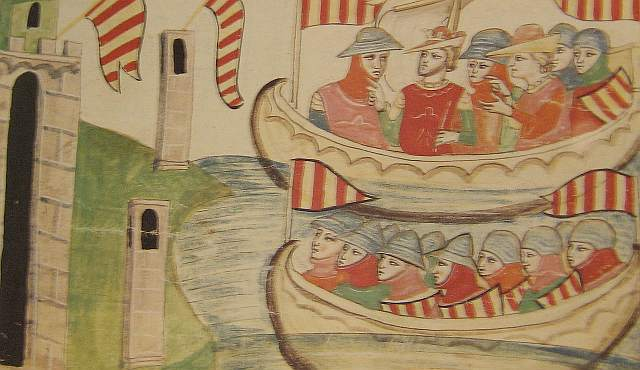
Pietro d'Aragona sbarca a Trapani nel 1282, manoscritto, Biblioteca Vaticana

Dopo un breve periodo sotto gli Angioini, Trapani partecipò attivamente alla sollevazione dei Vespri siciliani guidati da Palmiero Abate, passando nel 1282 agli Aragonesi. Durante il XIV e il XV secolo la città si ingrandì e divenne il centro economicamente e politicamente più importante della Sicilia occidentale. Nel 1478, Ferdinando il Cattolico concesse alla città il titolo di Invittissima al riguardo «delle gloriose resistenze fatte sempre ai nemici del regno».
Fu tra le città che si ribellarono nel 1516 a Hugo de Moncada. Capo della rivolta fu don Simone Sanclemente il quale, dopo essersi insediato di propria autorità nella carica di capitano di giustizia, fu de facto signore della città per alcuni mesi.
Il 20 agosto 1535 Carlo V, arrivò a Trapani dopo aver conquistato Tunisi. La città si era ormai talmente affermata nello scacchiere geopolitico dell'epoca da meritare dallo stesso Carlo V l'appellativo di "Chiave del Regno". Durante la sua permanenza a Trapani, Carlo V giurò di mantenere i privilegi della città, compreso quello con cui il Senato cittadino poteva conferire lauree in medicina, fisica, teologia, matematica, belle arti e giurisprudenza. Nel 1589, Trapani da semplice Terra divenne Civitas.
Nel XVII secolo Trapani conobbe un periodo di decadenza soprattutto a causa delle insurrezioni dovute a carestie, come nel 1647 e nel 1670-1673, e della pestilenza nel 1624.
Il XVIII secolo vide aumentare sensibilmente la popolazione trapanese che passò da circa 16 000 a 25 000 abitanti.

### Dai Borboni al fascismo

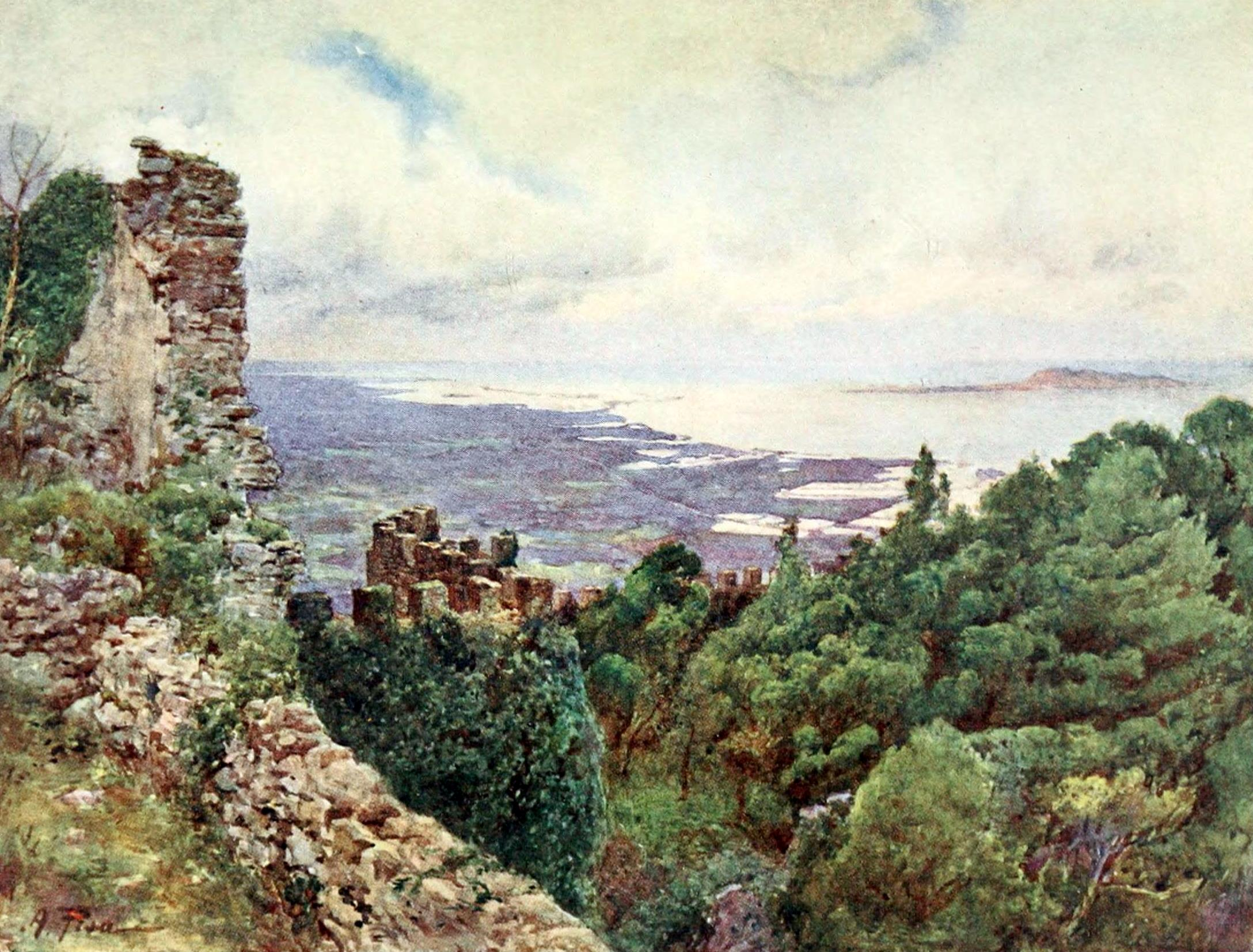
Vista sulle saline e le isole Egadi in una stampa inglese di primo Novecento

Dopo le brevi parentesi sabauda (1713) e austriaca (1720), dalla seconda metà del Settecento inizia il Regno borbonico che continuerà fino al 1860.
Nel 1756 fu assegnato a degli scalpellini trapanesi il compito di lavorare gli scaloni della scala regia della Reggia di Caserta.
I Borboni procedettero alla bonifica di alcune aree della città e al suo sviluppo urbanistico. In questo periodo i trapanesi si dedicano al commercio e all'industria del sale e alle tonnare. Trapani partecipò attivamente ai moti del 1848-1849, sanguinosamente repressi. Nel 1861 Trapani si pronunciò con il plebiscito per il Regno d'Italia.
Dopo la prima guerra mondiale (durante la quale Trapani ebbe circa 700 caduti), la città visse un periodo di sviluppo: le industrie legate alle saline, alle tonnare, al vino, all'olio fecero di Trapani una città particolarmente dinamica non solo dal punto di vista economico ma anche culturale. Nel 1924 Mussolini, dopo una visita in città, decise di inviare a Trapani il prefetto Cesare Mori che, dopo poco più di un anno, fu trasferito a Palermo con poteri straordinari per la repressione del fenomeno mafioso.
La Seconda guerra mondiale vide Trapani impegnata come porto e base sommergibilistica di primaria importanza e, con i locali aeroporti di Milo e di Chinisia, divenne punto di collegamento dei rifornimenti per le truppe dell'Asse in Nord Africa. Subì pesanti bombardamenti: fu bombardata dai francesi il 22 giugno 1940, dalla RAF il 10 novembre 1941 e il 31 maggio 1942, subendo poi 27 bombardamenti degli angloamericani da gennaio a luglio 1943, con la conseguente distruzione dell'intero quartiere storico di San Pietro. Le incursioni aeree che devastarono la città la collocarono al nono posto dei capoluoghi di provincia italiani bombardati. Il 22 luglio 1943 le truppe alleate di Patton giunsero nella piazza di Trapani trovando una città stremata.

### Età contemporanea

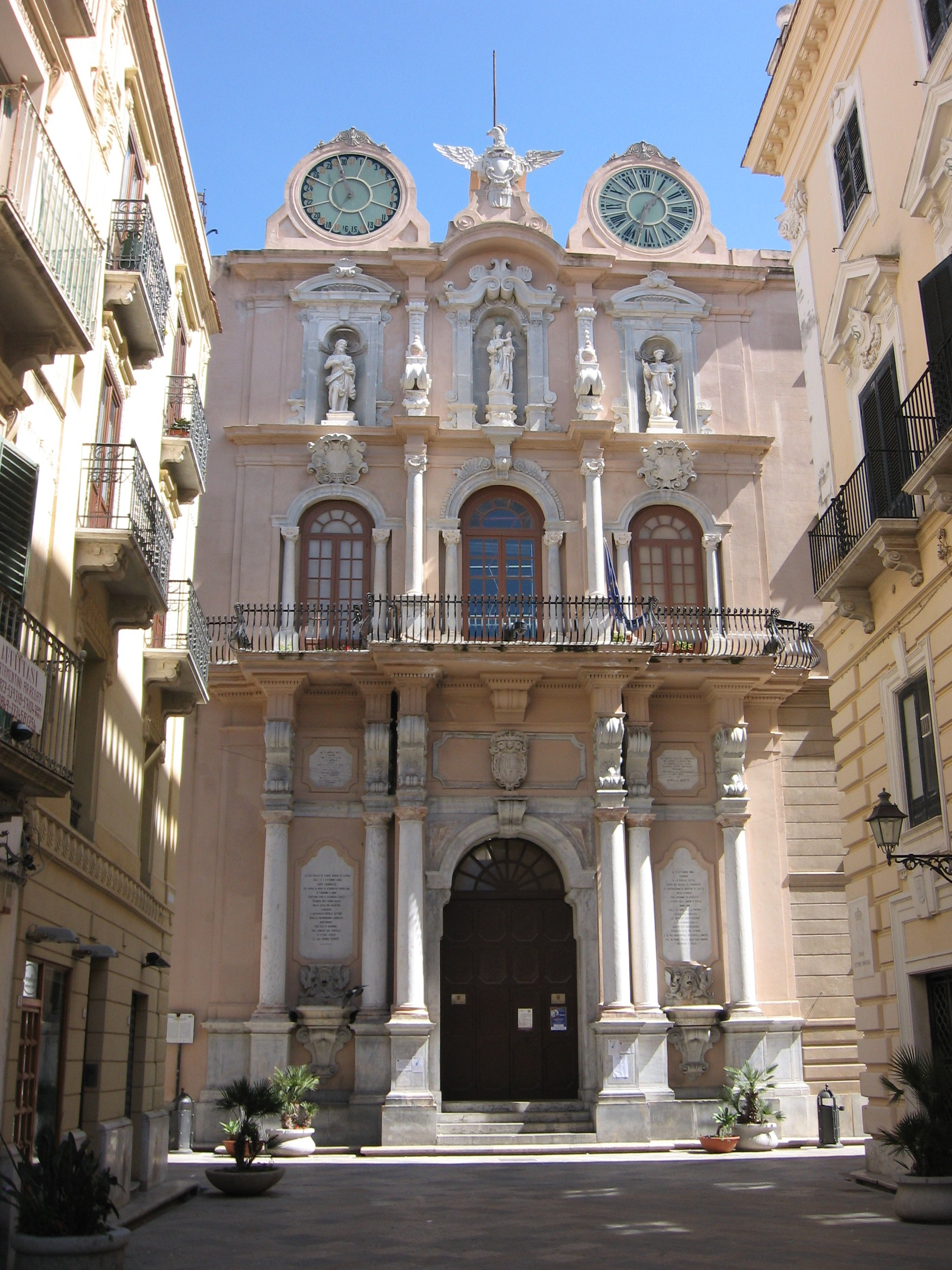
Palazzo Cavarretta o Senatorio, sede del senato cittadino, e oggi del Consiglio comunale

Nel referendum del 1946 la Provincia di Trapani si schierò, unica in Sicilia, in maggioranza per la Repubblica. Il capoluogo, al contrario, espresse un voto monarchico. Tra il 1950 e il 1965 vi fu una lenta ripresa delle attività industriali e commerciali, ma la città non si risollevò mai del tutto dalla crisi dell'immediato dopoguerra ripiegando anonimamente nel terziario e nelle attività connesse al suo ruolo politico e amministrativo di capoluogo di provincia. Il terremoto della Valle del Belice del gennaio del 1968 provocò morte e dolore anche nella città di Trapani. Altri lutti con l'alluvione del 1965 e con quella del 5 novembre 1976 che provocò 16 morti.
Con gli anni novanta la città si è proposta con più convinzione rispetto al passato come meta di interesse turistico, storico, culturale e sportivo attraverso piani di riqualificazione del centro storico, la realizzazione di nuove infrastrutture urbane, l'incremento di attività ricettive, di ristorazione e di intrattenimento, con una più spiccata attenzione alla valorizzazione del suo ingente patrimonio storico, architettonico e naturalistico.
Negli ultimi anni la città ha assunto anche una rilevanza internazionale con eventi di indubbia importanza sia culturale, come le mostre su Caravaggio, Leonardo Da Vinci e del Crocifisso Ritrovato di Michelangelo, sia sportivo con alcune delle fasi della Vuitton Cup.

### Simboli
Lo stemma del Comune di Trapani è stato concesso con decreto del Capo del governo dell'11 agosto 1928.
Le cinque torri rappresentano le prime cinque torri che difendevano il nucleo della città: la Torre Pali, oggi scomparsa; la Torre Vecchia; la Torre di Porta Oscura; la Torre del Castello di Terra; la Torre Peliade o del Castello di Mare detta anche "Colombaia".
La falce che sormonta le torri richiama immediatamente la forma falcata della penisola sulla quale si adagia la città di Trapani (Drépanon in greco vuol dire "falce").
Il ponte con i tre archi rappresenterebbe le antiche porte di accesso alla città, mentre altre interpretazioni ritengono sia l'antico acquedotto che collegava il centro urbano alle sorgenti di campagna lungo il tratto di strada che prende oggi il nome di via Archi.

### Onorificenze
La città di Trapani è la XIV tra le 27 città decorate con la medaglia d'oro alle Città "Benemerite del Risorgimento nazionale" per le azioni patriottiche compiute dalla città nel periodo del Risorgimento. L'onorificenza fu assegnata nel 1899 da re Umberto I. Il 31 dicembre 1961 Trapani è stata insignita dal Presidente della Repubblica della Medaglia d'oro al valor civile per le numerose vittime (circa seimila) subite nel corso dei bombardamenti degli Alleati durante la seconda guerra mondiale.

## Monumenti e luoghi d'interesse

### Architetture religiose

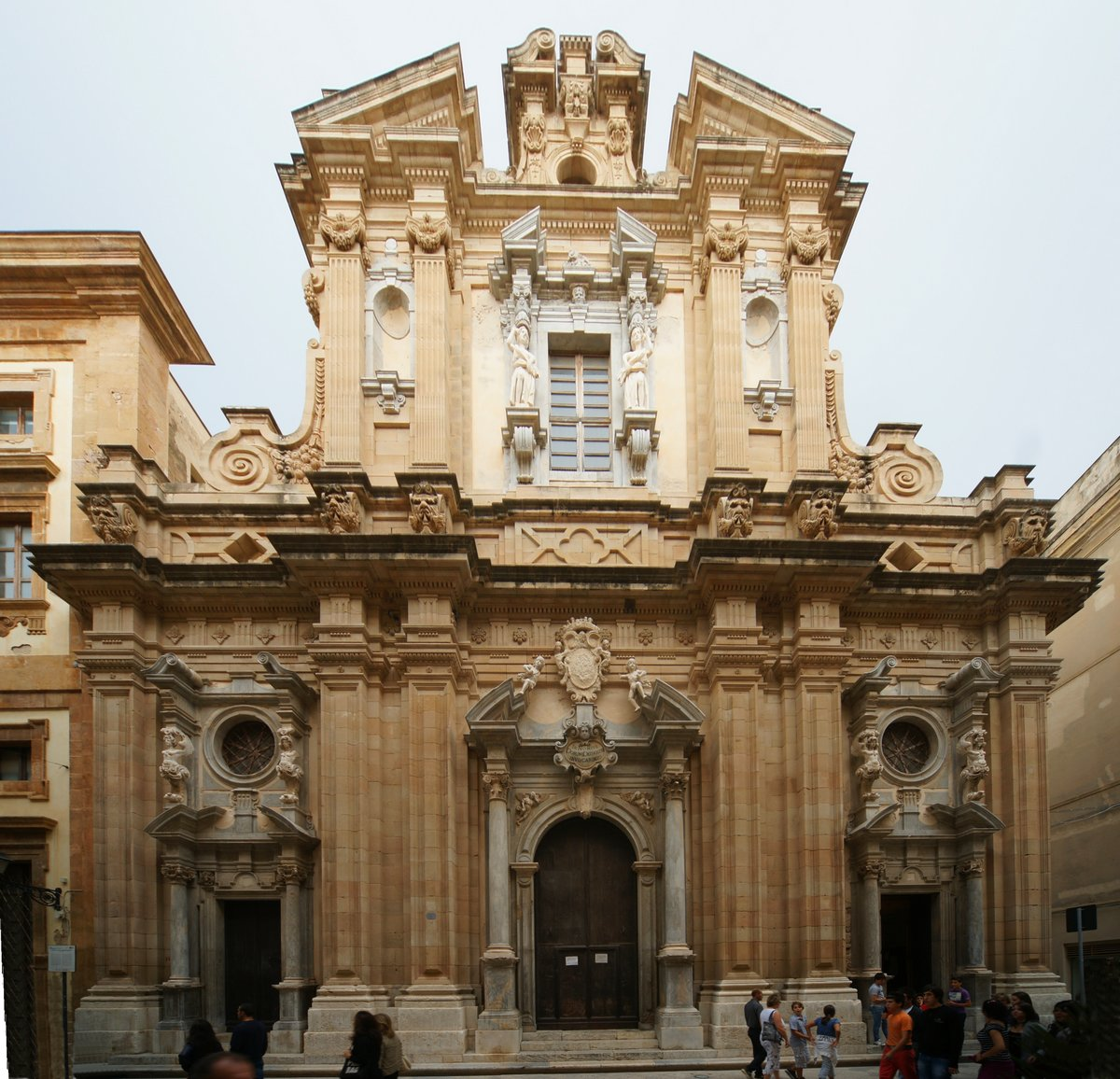
Chiesa del collegio dei gesuiti

- Chiesa del collegio dei Gesuiti, complesso comprendente il collegio e il convento, progettato dall'architetto messinese Natale Masuccio, costituisce un esempio di barocco siciliano. Il collegio gesuitico dal XIX sec. è sede del Liceo Ximenes.
- Basilica santuario di Maria Santissima Annunziata, detta "Madonna di Trapani".
- Chiesa di Sant'Agostino, edificata nel Trecento, si distingue per il suo rosone e si staglia sulla piccola ma deliziosa piazzetta Saturno, ornata da una fontana trecentesca.
- Chiesa di Santa Maria di Gesù, notevole esempio di romanico, ospita una bellissima terracotta smaltata, la Madonna degli Angeli, di Andrea della Robbia.
- Chiesa del Purgatorio: ospita i venti sacri gruppi dei Misteri.
- Cattedrale di San Lorenzo. La chiesa si distingue per l'originale facciata barocca settecentesca costituita da archi. Al suo interno è possibile ammirare un dipinto raffigurante una Crocifissione attribuita al Van Dyck. Ha la dignità di basilica minore.[21]

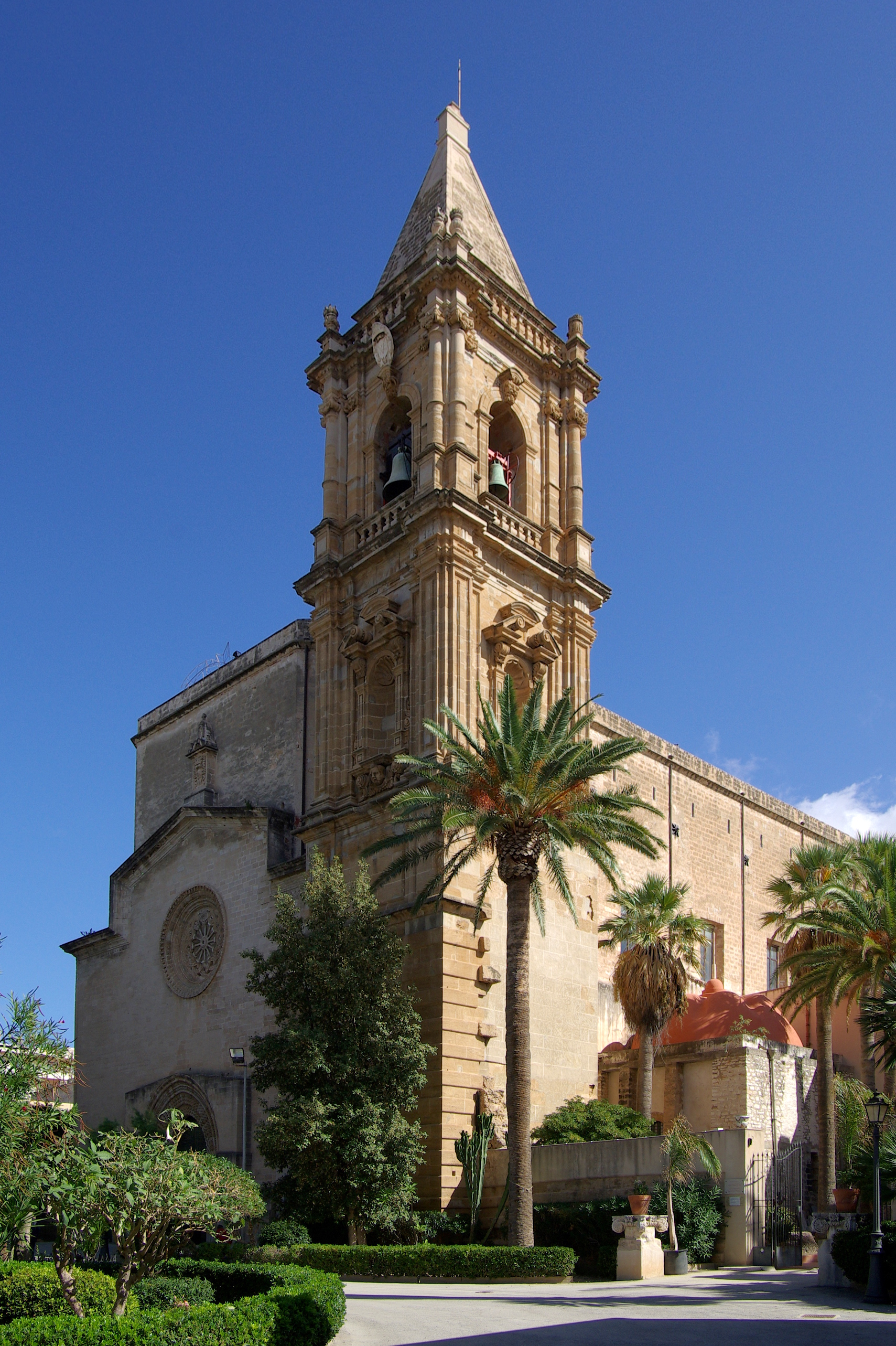
Basilica santuario di Maria Santissima Annunziata, patrona speciale della città, dalla Villa Pepoli

- Chiesa di Maria SS. dell'Itria. Altro notevole esempio di barocco siciliano, questa chiesa è comunemente chiamata Santa Rita perché vi si venerano la santa di Cascia e le reliquie del venerabile Fra Santo di San Domenico.
- Collegiata di San Pietro Apostolo. Questa chiesa, che dà il nome al quartiere più antico della città, sorge in un sito in cui probabilmente erano officiati i culti precristiani in onore di Saturno. Il fiore all'occhiello della chiesa è il suo splendido organo, costruito da Francesco La Grassa nel 1837[22] e composto da quattromila canne. Ha la dignità di basilica minore.[21]
- Chiesa della Badìa Nuova, nell'elegante via Garibaldi, è una piccola ma preziosissima chiesa barocca.
- Chiesa di Sant'Alberto, in via Garibaldi, barocca e a unica navata circolare, è oggi chiusa al culto e ospita rassegne di arte contemporanea.
- Protobasilica di San Niccolò, sita in via Barone Sieri Pepoli. Ha la dignità di basilica minore.[21]
- Chiesa di San Domenico, ospita un crocifisso ligneo del 1300 che si vuole sia miracoloso.
- Specus Corallii, restauro del 2016 dell’Oratorio Sala Laurentina su commissione della Cattedrale di San Lorenzo e progetto dell'architetto Antonino Cardillo.[23][24]

### Cimitero monumentale
Nel quartiere Cappuccinelli si trova il cimitero, entrato in funzione nel 1830, che ospita le sepolture di molti trapanesi illustri del XIX e XX secolo e che conserva notevoli esempi di arte cimiteriale del XIX secolo.

### Architetture civili

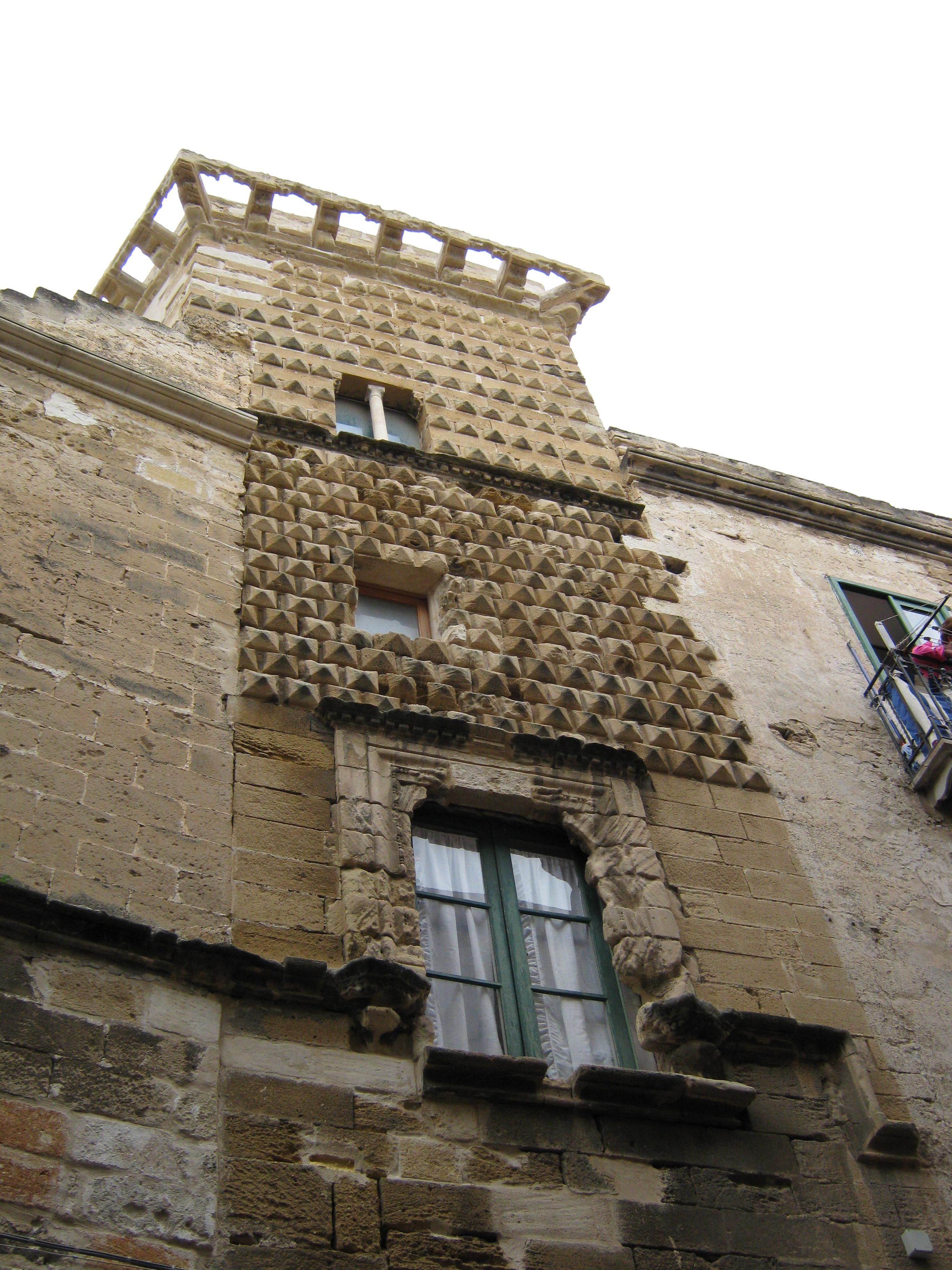
La torre in stile plataresco del Palazzo della Giudecca

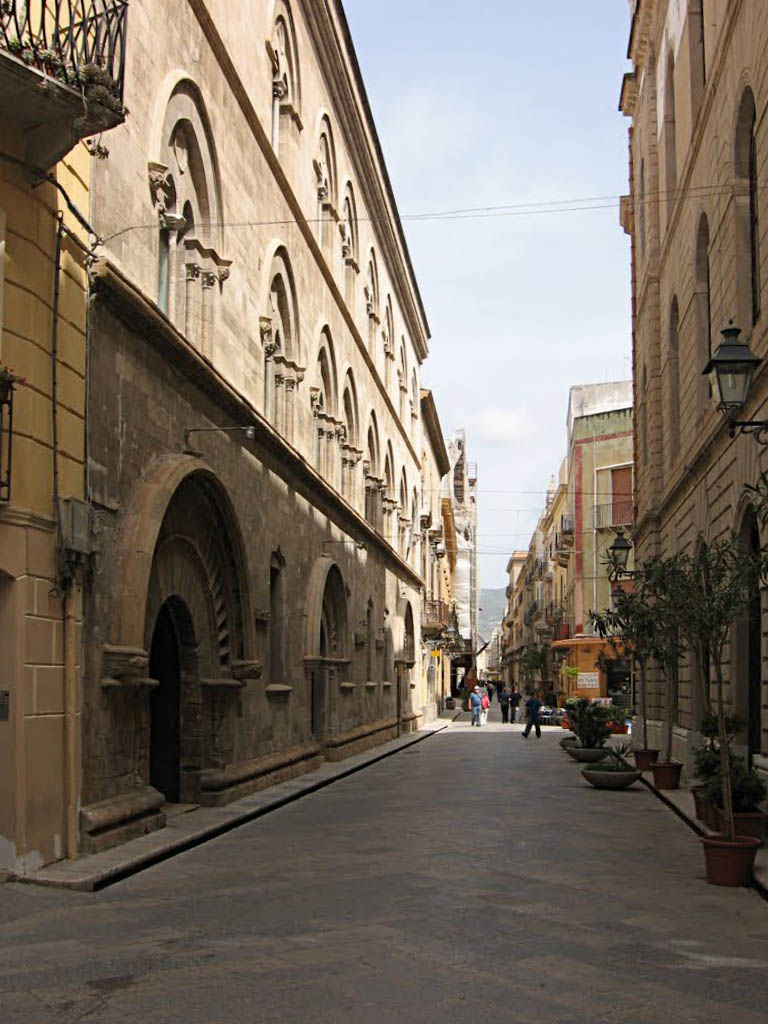
Palazzo Burgio Baroni di Xirinda

- Casina delle Palme, piccolo edificio in stile liberty con giardino attiguo, nella zona del porto, 1922.
- Lazzaretto di Trapani, costruito nel XIX secolo.
- Palazzo Burgio dei Baroni di Xirinda, dimora cinquecentesca in via Garibaldi; sede del Banco di Sicilia dal 1908 dopo un intervento di restauro modulare a opera dell'architetto palermitano Francesco Paolo Palazzotto che ne realizzò la facciata neogotica[25]. E' sede dal 2007 di una filiale della Banca Unicredit.
- Palazzo Nicolò Burgio, via Sette dolori. Presenta tre pregevoli finestre ogivali bifore e una bifora al primo piano, e tracce di un portale in stile chiaramontano. Si tratta delle vestigia della dimora trapanese della famiglia Chiaramonte[26].
- Palazzo Cavarretta, dalla sontuosa facciata barocca, è l'antico Palazzo senatorio, oggi sede del consiglio comunale.
- Palazzo D'Alì, costruito nel 1904, sede del Municipio, in piazza Vittorio Veneto.
- Palazzo Annibale Fardella, XVIII secolo, via Garibaldi, sede della Soprintendenza dei Beni Culturali.
- Palazzo Fardella Baroni di Mokarta, in piazza Matteotti, dietro la Cattedrale.
- Palazzo Alessandro Ferro, in corso Vittorio Emanuele, settecentesco, caratterizzato dall'orologio al centro del prospetto, e da balconi nei cui timpani sono posti medaglioni che raffigurano busti di personaggi illustri della famiglia Ferro.
- Palazzo Berardo Ferro, in corso Vittorio Emanuele, fatto costruire nel XVIII secolo in stile tardo barocco.
- Palazzo Carosio. Sorto nel sito dove fu eretta dai Cartaginesi la Torre Vecchia, ubicata nella parte angolare con interessante coronamento, che è stata ritenuta per molto tempo una delle cinque torri della città di Trapani. Il palazzo appartenne alla famiglia Carosio, il cui stemma si trova sulla volta di un’antica cisterna presente all’interno del palazzo.
- Palazzo della Giudecca del XVI secolo, in stile rinascimentale, nell'antico quartiere ebraico della Giudecca (Jurèca).
- Palazzo ex Grand Hotel, (poi circolo della Concordia) costruito nel 1885 in Piazza Garibaldi.
- Palazzo Vescovile, composto da due palazzi del Settecento, quello del principe di Pandolfina e quello della famiglia Lombardo.
- Palazzo Lucatelli, dal 1455 fu sede dell'ospedale della Compagnia di S. Antonio che nel 1628 ereditò i beni del patrizio Lazzaro Lucatelli.
- Palazzo Malato, in stile neoclassico, via Torrearsa.
- Palazzo Manzo già Pucci, di gusto tardo barocco, fu la casa che diede i natali al ministro Nunzio Nasi.
- Palazzo Epifanio Marini, neoclassico, Corso Vittorio Emanuele.
- Palazzo Milo Baroni della Salina (ora Pappalardo), in via Garibaldi, edificato alla fine del Seicento.
- Palazzo Milo, via Argentieri.
- Palazzo Nobili, del 1500, rinascimentale, Via San Francesco di Paola.
- Palazzo Platamone, in viale Regina Margherita.
- Palazzo delle Poste, in pieno stile liberty, progettato dall'architetto Francesco La Grassa e completato nel 1927.
- Palazzo Riccio di Morana, palazzo nobiliare settecentesco in stile neoclassico, sede del libero consorzio comunale di Trapani.[27]
- Palazzo Riccio di San Gioacchino[28][29] tra via Turretta e corso Vittorio Emanuele, si caratterizza per i balconi riccamente decorati.

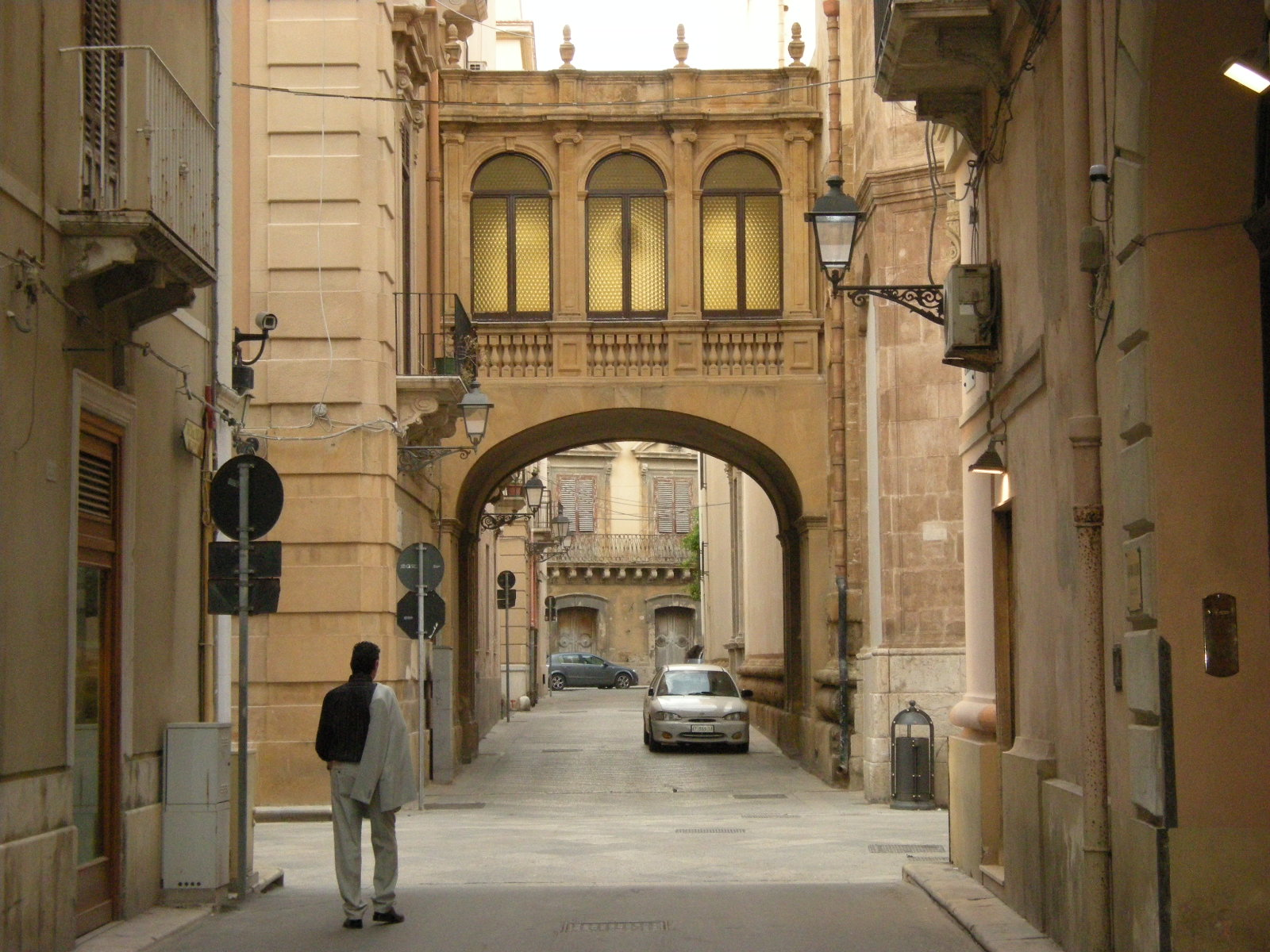
Il ballatoio che collega il Palazzo Vescovile con la Cattedrale di San Lorenzo

- Palazzo Sanseverino dei Principi di Brisignano, in via Libertà, secentesco, nel 1727 venne restaurato dall'architetto Giovanni Biagio Amico. Nel palazzo aveva residenza il viceré di Sicilia nelle sue visite a Trapani.
- Palazzo Saura, XVIII secolo, via Garibaldi.
- Palazzo Sieri Pepoli, sito tra via Carreca e via Barone Sieri Pepoli. Nel 1535 vi soggiornò per quasi due settimane l'imperatore Carlo V, di ritorno dalla campagna di Tunisi.
- Palazzo Vultaggio-Stabile (già barone Domingo Morello), XVII secolo, in via Barone Sieri Pepoli. Nel 1600 era un convento dedicato a San Matteo per il nome dell’adiacente chiesa di San Matteo. Nel 1740 fu acquistato dalla nobile famiglia Morello-Domingo che lo adibì a proprio palazzo. Nel 1800 il barone Michele Domingo Morello della Salina di Frà Giovanni lo lasció in eredità ai baroni Stabile. Nel 1930 il palazzo fu poi frazionato in diverse parti. La facciata principale con il grande portale d’ingresso ed i due piani, unici superstiti dell’originario complesso, appartengono ai discendenti Vultaggio-Stabile.
- Palazzo Staiti, Baroni della Chiusa, XVIII secolo,[30] via Garibaldi.
- Palazzo Todaro, Baroni della Galia, XVII sec, Via San Francesco di Paola.
- Palazzo della Vicaria, Via San Francesco d'Assisi, costruito ex novo nel 1830 dei gesuiti, fu sede delle carceri dal 1655 fino all'Ottocento, caratterizzato dai quattro telamoni in tufo stuccato della facciata.
- Porta Botteghelle, fu realizzata nel XIII secolo, e si apre sulla spiaggia delle Mura di Tramontana.
- Porta Ossuna o Serisso, non più esistente, si trovava sul lato opposto di Porta Botteghelle. La chiave di volta, con relativa iscrizione, è custodita al Museo Pepoli.
- Porta Oscura - torre dell'orologio, la più antica porta della città, adiacente a Palazzo Cavarretta, esisteva probabilmente già al tempo dei Cartaginesi. Nel corso dei secoli ha subito diverse modifiche. La torre, del XIII secolo, sostiene un orologio astronomico costruito nel 1596.
- Villino Nasi, si trova nella zona del porto peschereccio di fronte alla quale vi è l'isolotto su cui è ubicato il Castello della Colombaia.

### Architetture militari
- Torre di Ligny (Turrignì), eretta nel 1671 su ordine del viceré don Claudio La Moraldo, principe di Ligny. Realizzata sotto la dominazione spagnola a difesa delle incursioni dei corsari, durante alla seconda guerra mondiale fu utilizzata come postazione antiaerea. Oggi al suo interno è ospitato il Museo di Preistoria.
- Castello della Colombaia o Castello di Mare ('a Culummàra)
- Castello di Terra, fortificazione risalente all'epoca cartaginese, ha rappresentato per secoli il caposaldo difensivo della città. In parte diroccato per costruire la nuova questura. I resti sono ben visibili dal lungomare Dante Alighieri.
- Bastione dell'Impossibile, cinquecentesco, ubicato nell'angolo sudorientale dell'antica cinta muraria, fu così chiamato per via del terreno fangoso sul quale sembrava impossibile poterlo edificare.
- Bastione Sant'Anna o dell'Imperiale, cinquecentesco, raggiungibile dalla passeggiata delle Mura di Tramontana.
- Bastione Conca, cinquecentesco, raggiungibile dalla passeggiata delle Mura di Tramontana.

### Monumenti e sculture

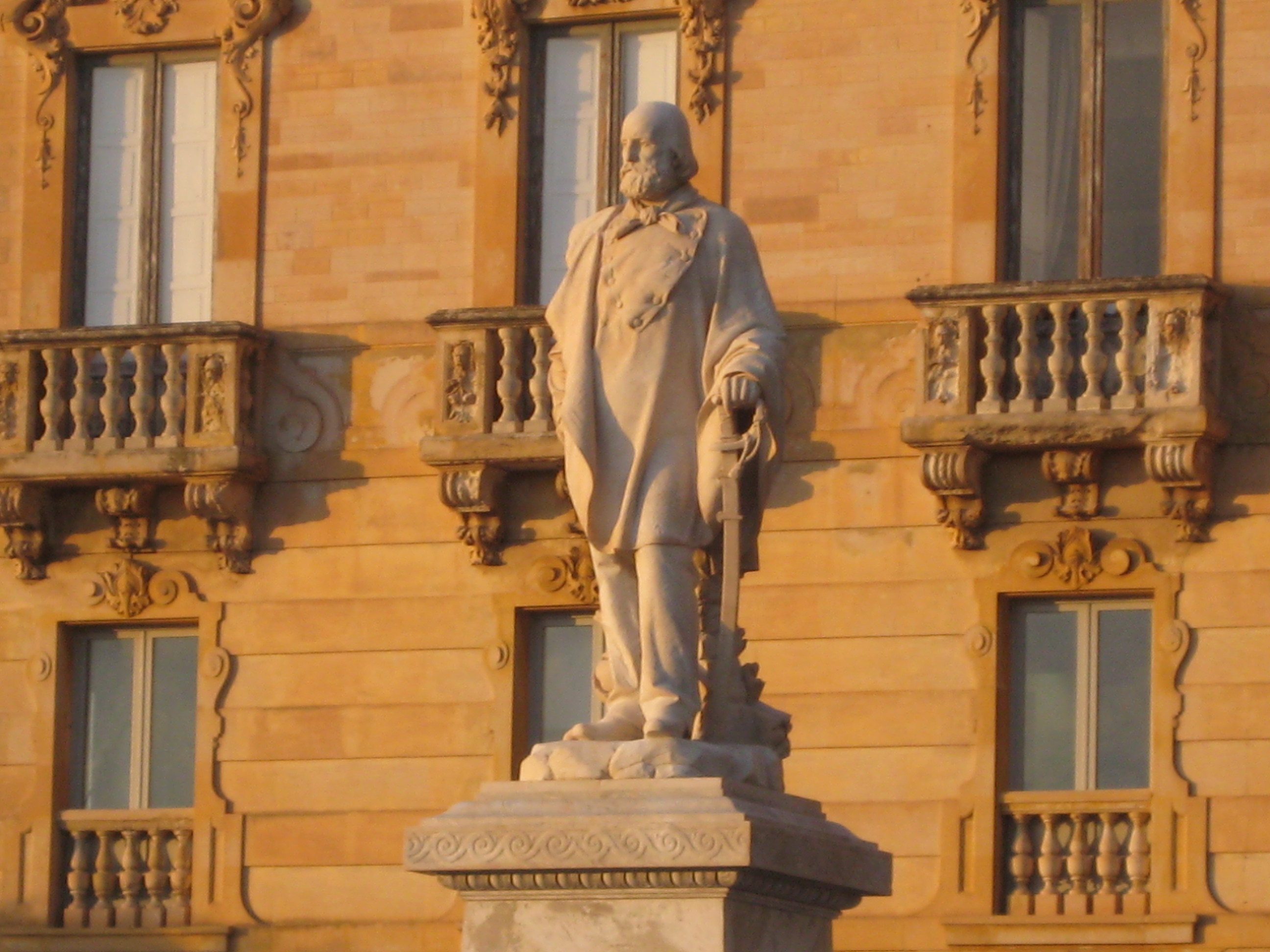
Statua di Garibaldi, nell'omonima piazza

- Monumento a Giuseppe Garibaldi, realizzato nel 1890 da Leonardo Croce.
- Monumento a Vittorio Emanuele II, realizzato nel 1882 dal senese Giovanni Duprè.
- Fontana del Tritone, realizzata nel 1890, trova collocazione in Piazza Vittorio Emanuele. Al centro della fontana il monumento bronzeo realizzato nel 1951 dal maestro trapanese Domenico Li Muli.
- Monumento ai Caduti, realizzata nel 1923 dallo scultore palermitano Antonio Ugo.
- Fontana di Saturno, fatta costruire nel 1342 dal Senato di Trapani per celebrare l'inaugurazione dell'acquedotto, è inserita nella omonima piazzetta.
- Statua della Madonna di Trapani.
- Statua di Sant'Alberto degli Abati, statua reliquiario in argento, opera dell'argentiere Vincenzo Bonaiuto, custodita nella basilica santuario di Maria Santissima Annunziata.

### Piazze

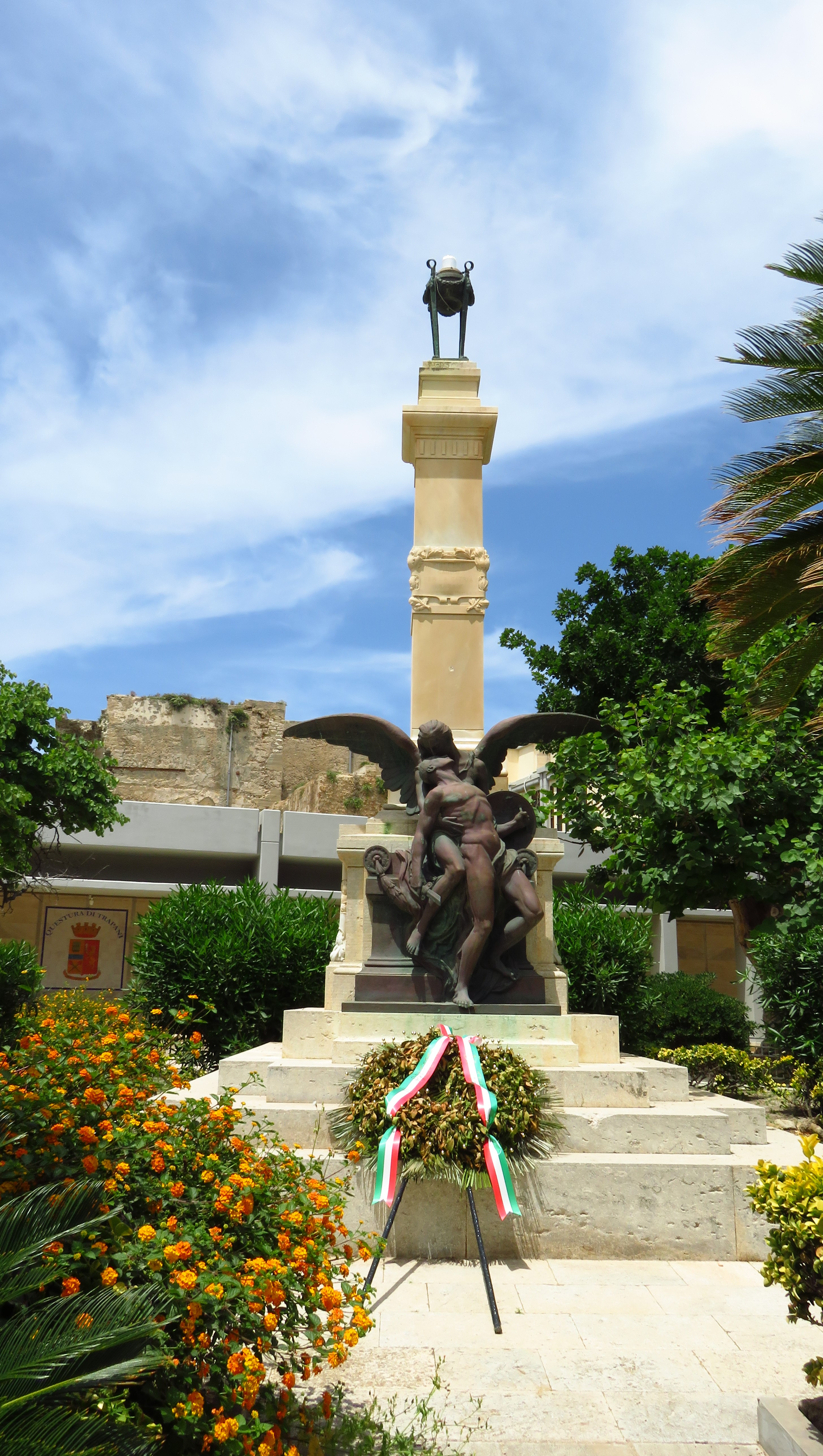
Monumento ai Caduti di Antonio Ugo

- Piazza Garibaldi, dove è presente una statua dedicata al famoso eroe del Risorgimento italiano.
- Piazza Vittorio Emanuele, che accoglie il monumento a Vittorio Emanuele II e la fontana del Tritone.
- Piazza Mercato del Pesce, ('a Chiazza) in passato utilizzata per la vendita al dettaglio del pesce; al centro della piazza è posta una fontana che rappresenta la Venere Anadiomene.
- Piazza Vittorio Veneto, antistante il Palazzo della Prefettura, ospita il Monumento ai Caduti realizzato dallo scultore Antonio Ugo nel 1923.
- Piazza Generale Scio, nel cuore della parte antica della Città è antistante alla cosiddetta Casa del Mutilato. Funge anche da capolinea per le linee dei bus urbani che transitano all'interno del centro storico.
- Piazza princ.ssa Jolanda di Savoia sorta nel 1873, con la statua di Gaspare D'Urso, posta nel 1910.
- Piazza Lucatelli, nel centro storico, dove si affaccia l'omonimo palazzo (ex ospedale cittadino), con una caratteristica fontana.
- Piazza Martiri D'Ungheria, la sua recente riqualificazione ha riguardato sia l'aspetto architettonico che quello urbanistico[31]: è infatti un importante nodo stradale in cui confluiscono le vie Fardella, Conte Agostino Pepoli, Orti e Corso Piersanti Mattarella. Un tempo, come testimonia il nome siciliano della piazza ('u Daziu), era la porta di accesso alla città, al quale tutte le merci in transito dovevano fermarsi per pagare dazio.

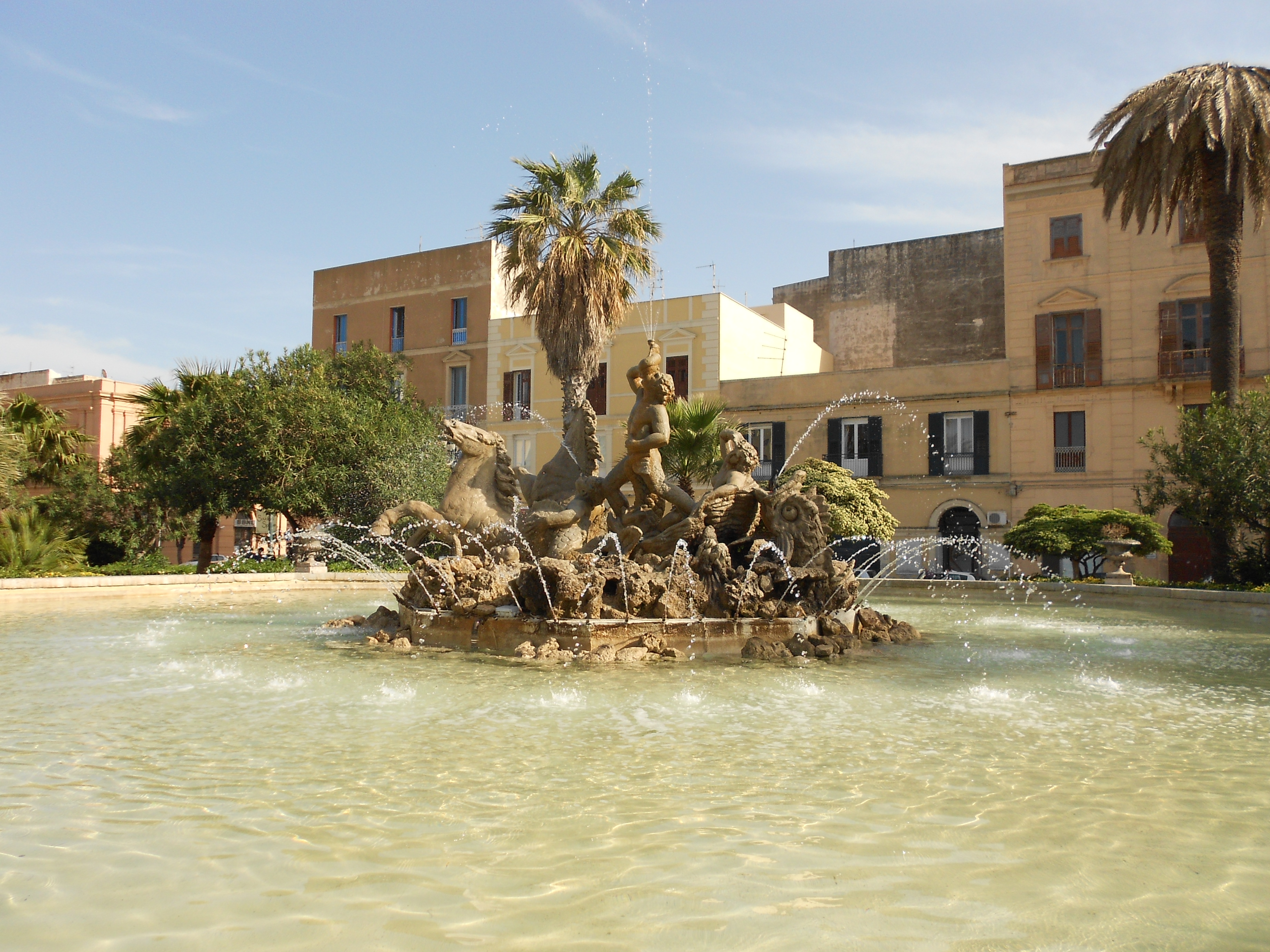
Fontana del Tritone

### Giardini
- Villa Margherita, estesa per un intero isolato di 21000 m², è il più grande giardino pubblico della Città.
- Villa Pepoli antistante il Museo Regionale Agostino Pepoli.
- Villa Comunale di V.le Marche nel quartiere Sant'Alberto (ex Rione Palme).
- Parco di via Salemi.

### Saline

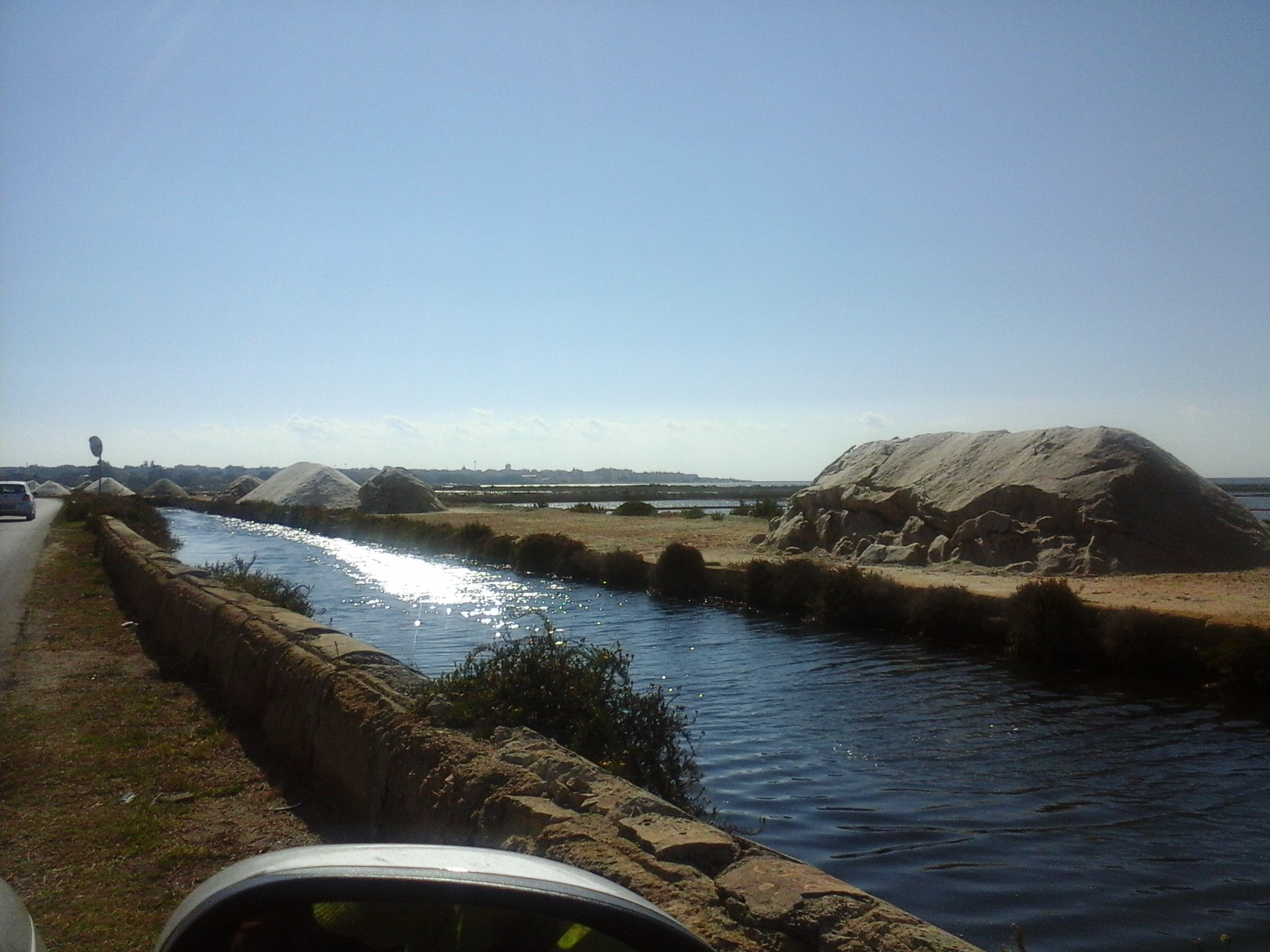
Saline di Trapani

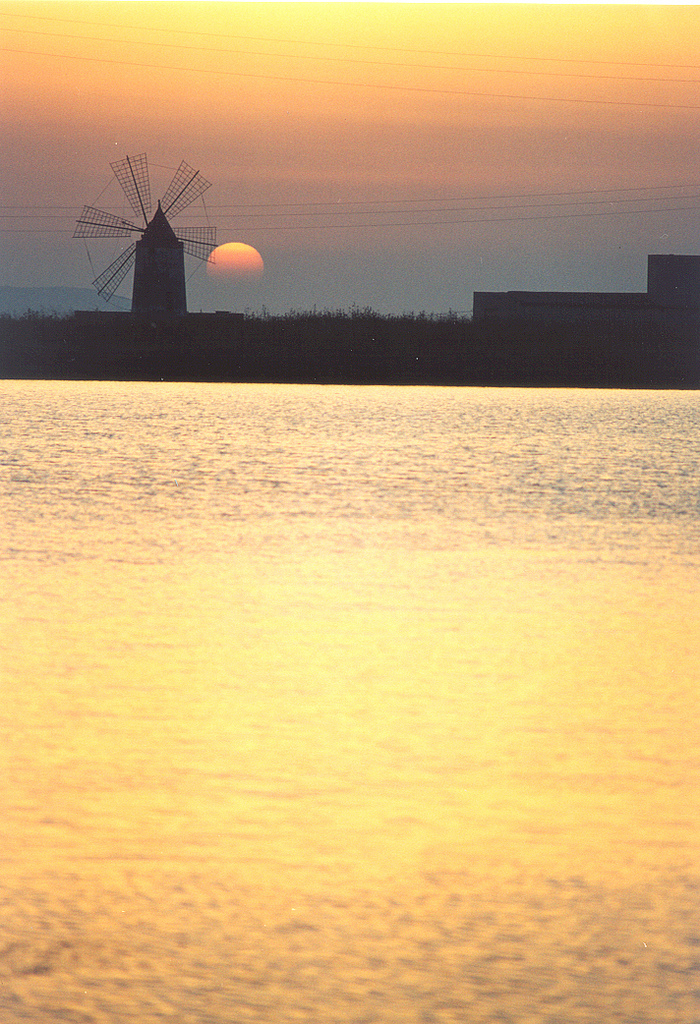
Un mulino a vento nelle saline

Sono ancora attive le saline trapanesi, con preziose testimonianze di archeologia industriale. Producono un sale marino IGP.
Le saline insistono nell'area della Riserva naturale orientata Saline di Trapani e Paceco gestita dal WWF e caratterizzata da una flora e da una fauna notevolissime. Grazie alla tutela garantita dalla Riserva, l'attività delle saline e la produzione del sale sono aumentate favorendo al contempo il ritorno e la riproduzione di decine di specie di uccelli migratori, tra cui il fenicottero rosa.

### Altro
- Mura di Tramontana: la passeggiata, a nord del centro storico, rappresenta uno degli scorci più suggestivi della città. Le Mura, che erano parte della fortificazione perimetrale della città antica, comprendono diversi bastioni, e furono erette durante la dominazione spagnola, nel Cinquecento. Lunga un chilometro circa, si estende da Piazza Mercato del Pesce fino al Bastione Conca; è possibile accedervi anche tramite le scalinate presenti lungo il tragitto, in via Lombardo, Via Botteghelle e Via Serraglio.
- Spiagge: è stata ripristinata la spiaggia sottostante le Mura di Tramontana, accessibile dal centro storico da Porta Botteghelle e da Via Serraglio e da due scalinate sulle Mura. Il sistema di spiagge della città si completa con il lungo arenile che da piazza Mercato del pesce giunge fino ai confini del territorio ericino, continuando quindi con la spiaggia di San Giuliano. Le barriere di soffolta sul fronte nord ne determinano una maggiore ampiezza e fruibilità.[32]
A sud del centro urbano, a 12 km circa, si trova la spiaggia di Lido Marausa che è prospiciente all'arcipelago delle Egadi.
- Nave romana di Marausa: nell'estate del 1999 è stata scoperta nei fondali di Marausa una nave romana di notevoli dimensioni pressoché intatta, risalente al III secolo d.C. Il relitto, che si trovava a una profondità di circa 2 metri, è stato recuperato e si trova esposto al museo archeologico Baglio Anselmi di Marsala.[33]
- Viale delle Sirene: si trova nei pressi della Torre di Ligny ed assume una vera e propria conformazione di "terrazza sul mare". La zona è a traffico limitato.

## Società

### Geografia amministrativa
Trapani confina con il comune di Erice nel quale risiede parte della popolazione cittadina, soprattutto nella frazione di Casa Santa, di circa 24 000 abitanti, che dista circa 13 km dalla sede comunale ma è adiacente all'abitato di Trapani. Poiché anche l'ospedale cittadino ricade nel territorio di Erice, le nuove nascite vengono sempre ascritte a questo comune, e non a quello di Trapani. Basti pensare, ad esempio, che tra il 1990 e il 2000 risultarono ufficialmente nate a Trapani solo cinque persone. Per questo motivo, l'anagrafe del Comune di Trapani non dispone di dati che rispecchino effettivamente la composizione demografica trapanese.
Progetti di ridefinizione dei confini comunali non hanno ancora prodotto risultati.
Con un referendum, nel 2019, otto frazioni (Fontanasalsa, Guarrato, Rilievo, Locogrande, Marausa, Palma, Salinagrande e Pietretagliate) hanno chiesto di costituirsi in comune autonomo. Queste hanno complessivamente una popolazione residente pari a 8 669 abitanti e rappresentano circa il 12,5% degli abitanti del comune di Trapani. Con la legge regionale n. 3 del 10 febbraio 2021 l'Assemblea regionale siciliana ha approvato la creazione del nuovo comune di Misiliscemi, di cui la prima sindacatura ha avuto inizio in data 13 novembre 2022.

### Evoluzione demografica
Abitanti censiti

Compresa la citata frazione ericina di Casa Santa l'abitato di Trapani conta circa 80 000 abitanti.

### Etnie e minoranze straniere
Al 31 dicembre 2023, i cittadini stranieri residenti a Trapani erano 2497, pari al 4,52% della popolazione. Di seguito sono riportati i gruppi più consistenti:
- Romania 500
- Tunisia 270
- Nigeria 201
- Cina 176
- Marocco 168
- Pakistan 154
- Bangladesh 114
- Gambia 106
- Somalia 98
- Mali 77

### La consulta degli immigrati
L'Amministrazione comunale ha istituito nel 2013 la Consulta degli immigrati. L'Organo è formato da 15 membri eletti fra i cittadini extracomunitari residenti da almeno un anno..

### Religione
La città fa parte della Diocesi di Trapani. La Cattedrale della chiesa vescovile trapanese è dedicata a San Lorenzo.

### Tradizioni e folclore

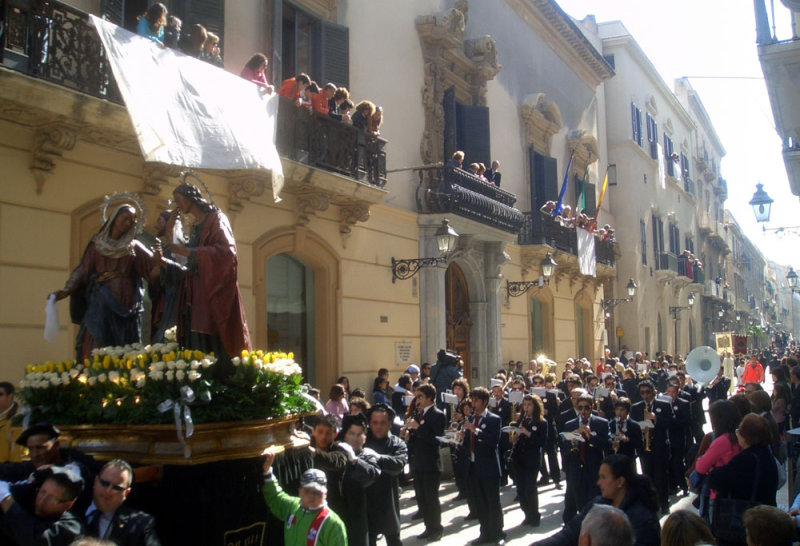
La Separazione, a cura della corporazione ("Ceto") degli Orefici, è il gruppo che apre la Processione dei Misteri

- il Martedì Santo la Processione della Madonna “dei Massari",
- il Mercoledì Santo la processione della "Madre Pietà del Popolo"
- Processione dei misteri, il Venerdì Santo, che si conclude intorno alle 14 del sabato.
- Festa patronale di Sant'Alberto da Trapani il 7 agosto, con processione
- Festa della Madonna di Trapani, il 16 agosto.

### Enti e istituzioni
Trapani è sede di:
- Prefettura;
- Tribunale;
- Procura della Repubblica;
- Questura;

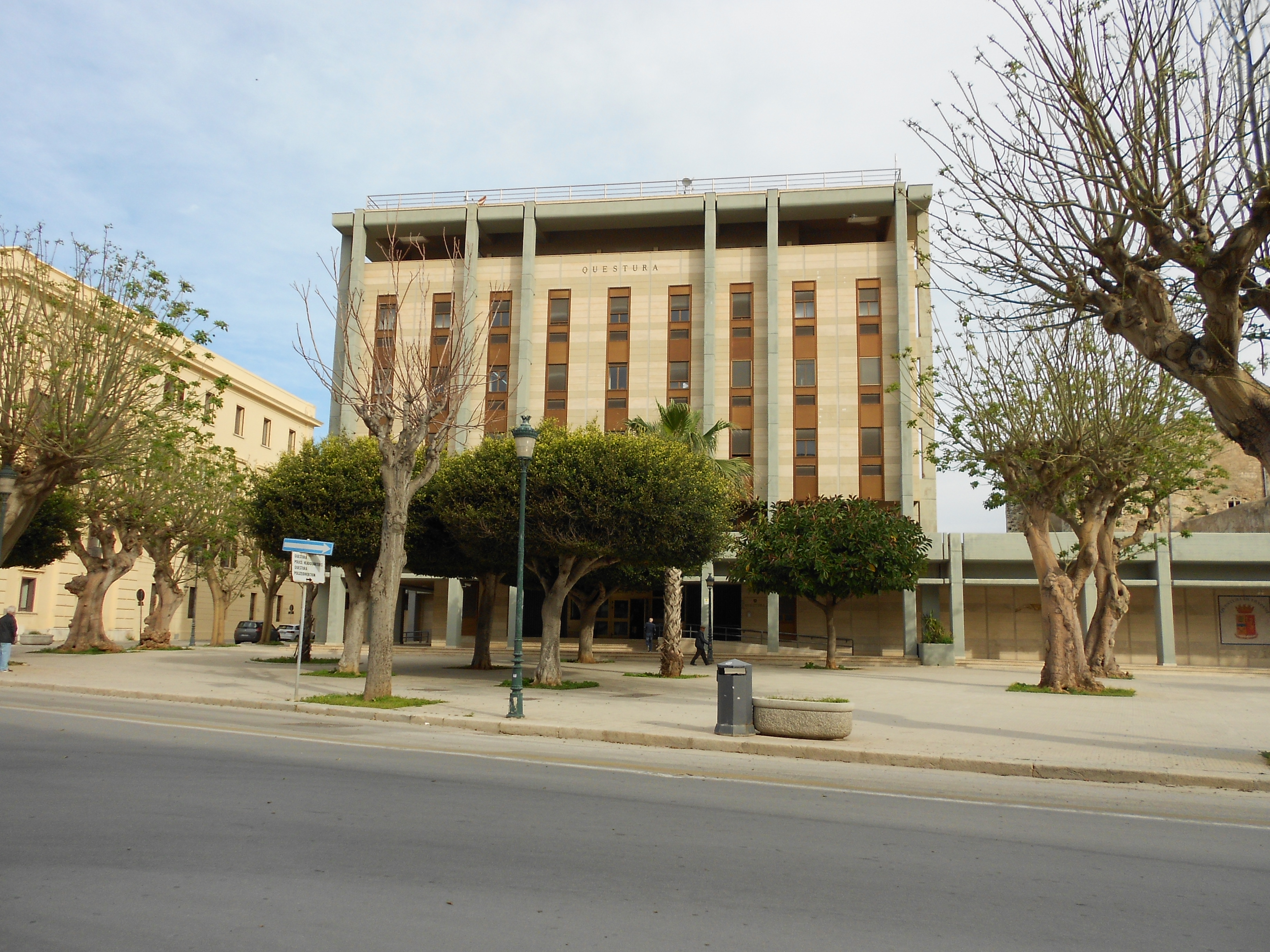
Questura

- Comando provinciale dei carabinieri;
- Direzione investigativa antimafia (sezione operativa);
- Capitaneria di porto - Guardia costiera;
- Comando provinciale Guardia di finanza
- Comando provinciale dei vigili del fuoco (due sedi in Città);
- Caserma Luigi Giannettino, sede del 6º Reggimento bersaglieri;
- Ispettorato ripartimentale delle Foreste - Corpo forestale;
- Distretti Notarili Riuniti di Trapani e Marsala;
- Ragioneria territoriale dello Stato;
- Agenzia delle Dogane e dei Monopoli;
- Azienda sanitaria provinciale (ASP 9);
- Direzione provinciale Agenzia delle entrate;
- Agenzia delle Entrate e Riscossione;
- Camera di commercio, industria, artigianato e agricoltura;

Il Presidio ospedaliero S. Antonio Abate si trova in città, ma a Casa Santa, nel territorio di Erice, come anche il distretto sanitario Trapani 1, la clinica "Villa dei gerani" e la Casa circondariale.

## Cultura
È una città che è stata sempre il polo culturale dell'intera provincia, contando uno dei più antichi ginnasi della Sicilia, biblioteche e musei. Oggi è sede di istituti d'arte, musicali e di vari corsi di laurea. Nel 1928 Marinetti dedicò una celebre poesia alla città.

### Istruzione

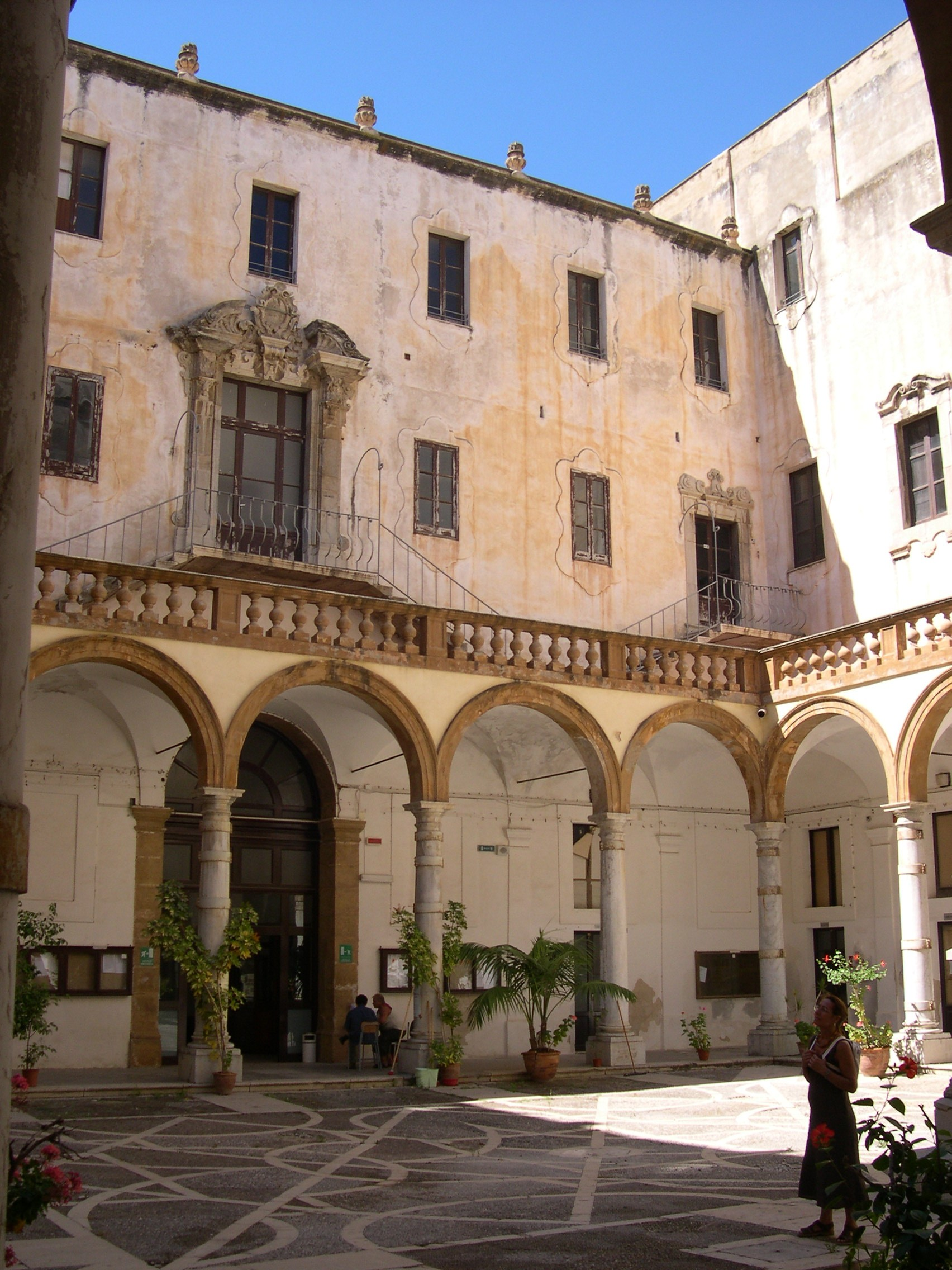
Lo storico chiostro dell'ex convento dei Gesuiti, poi sede del liceo ginnasio Ximenes

Molti sono gli studenti pendolari dell'intera provincia che si recano a Trapani città nel periodo scolastico per accedere ai vari gradi d'istruzione statale.
I più antichi istituti trapanesi sono il "Liceo classico Ximenes", l'Istituto nautico Marino Torre e il Liceo scientifico Vincenzo Fardella.
Sono presenti inoltre il Liceo statale "Rosina Salvo" (con indirizzo
linguistico, scienze umane, economico-sociale, e artistico (Michelangelo Buonarroti), due Istituti Tecnici Economici ("Sciascia e Bufalino", "S. Calvino"), un Istituto Tecnico Industriale ("L. Da Vinci"), un Istituto Tecnico per Geometri (B. Amico"), tre Istituti Professionali (Alberghiero e servizi di Ristorazione, Servizi commerciali e Socio-sanitari, Industria e Artigianato).

### Biblioteche
La Biblioteca Fardelliana, inaugurata nel 1830 è, con circa 150.000 volumi e preziosi incunaboli, una delle più importanti biblioteche siciliane. La biblioteca possiede anche una serie di incisioni originali di Giovan Battista Piranesi e un'importante emeroteca.

### Università
Il Polo Universitario di Trapani, sede distaccata dell'Università degli Studi di Palermo, ha due sedi: la principale si trova sul lungomare Dante Alighieri mentre la distaccata al "Principe di Napoli", in pieno centro storico. La collaborazione tra l'Ateneo palermitano e il Consorzio Universitario di Trapani (di cui fanno parte enti pubblici, come i Comuni, e privati del libero consorzio comunale di Trapani) ha sviluppato attività di ricerca ed 11 corsi di Laurea delle facoltà di:
- Biomedicina, Neuroscienze e Diagnostica avanzata
- Giurisprudenza
- Ingegneria
- Promozione della Salute, Materno-Infantile, di Medicina Interna e Specialistica di Eccellenza “G. D’Alessandro”
- Scienze Agrarie, Alimentari e Forestali
- Scienze della Terra e del Mare
- Scienze Economiche, Aziendali e Statistiche
- Scienze Psicologiche, Pedagogiche, dell’Esercizio Fisico e della Formazione

Infine l'Ospedale Sant'Antonio abate è stato sede del Corso di Laurea in Ostetricia della facoltà di Medicina e Chirurgia dell'Università di Palermo.

#### Alta formazione artistica e musicale
- Conservatorio di musica di Stato "Antonio Scontrino"
- Accademia di Belle Arti "Kandinskij" (privata paritaria), con sede presso l'ex Convento dei Cappuccini, e chiusa nel 2020.

#### Istituzioni private
- "Istituto paritario Europa 2000", scuola privata di ragioneria, la cui sede è in via Marconi, nella periferia della città.

### Musei

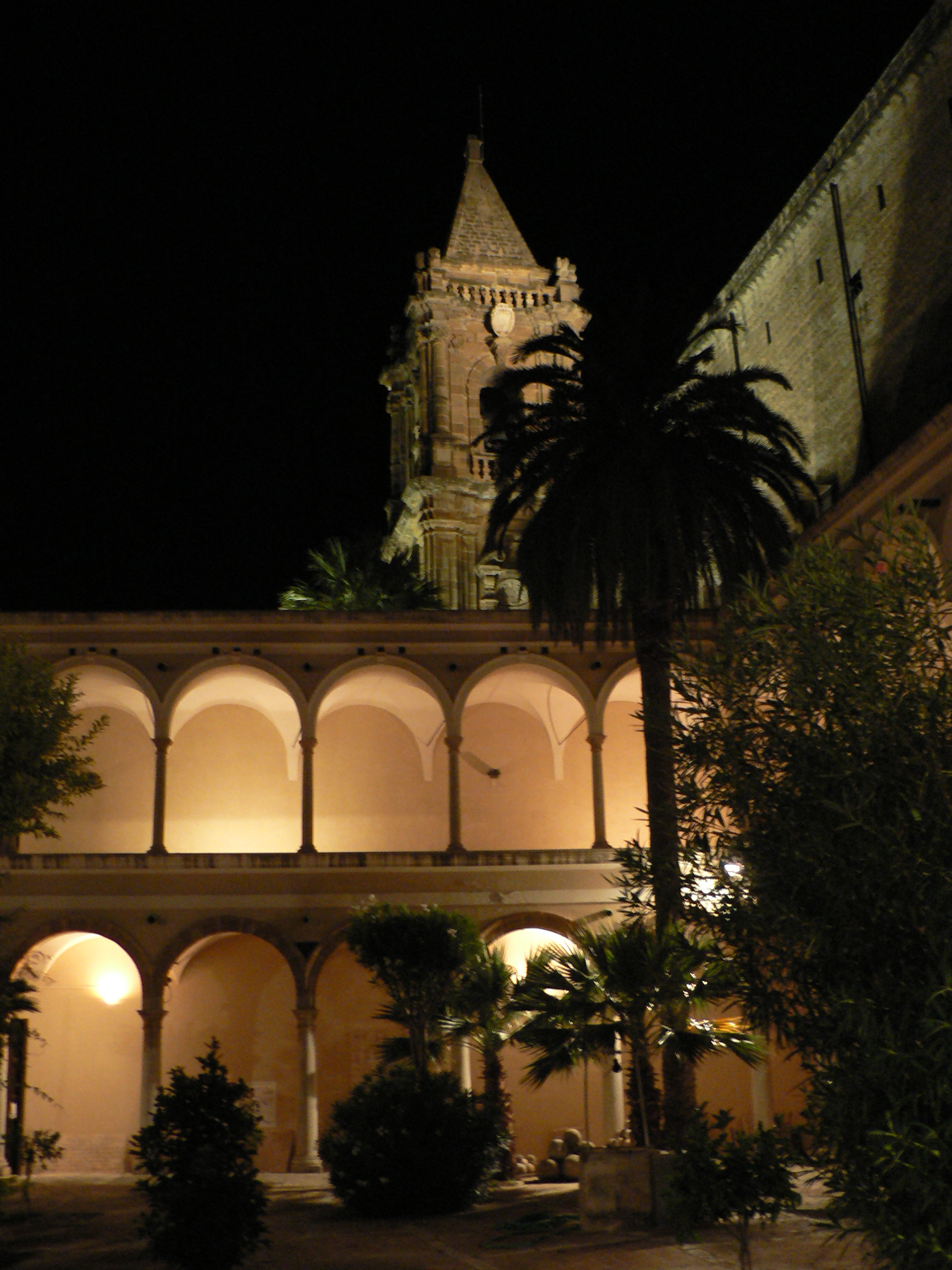
Chiostro del Museo Pepoli

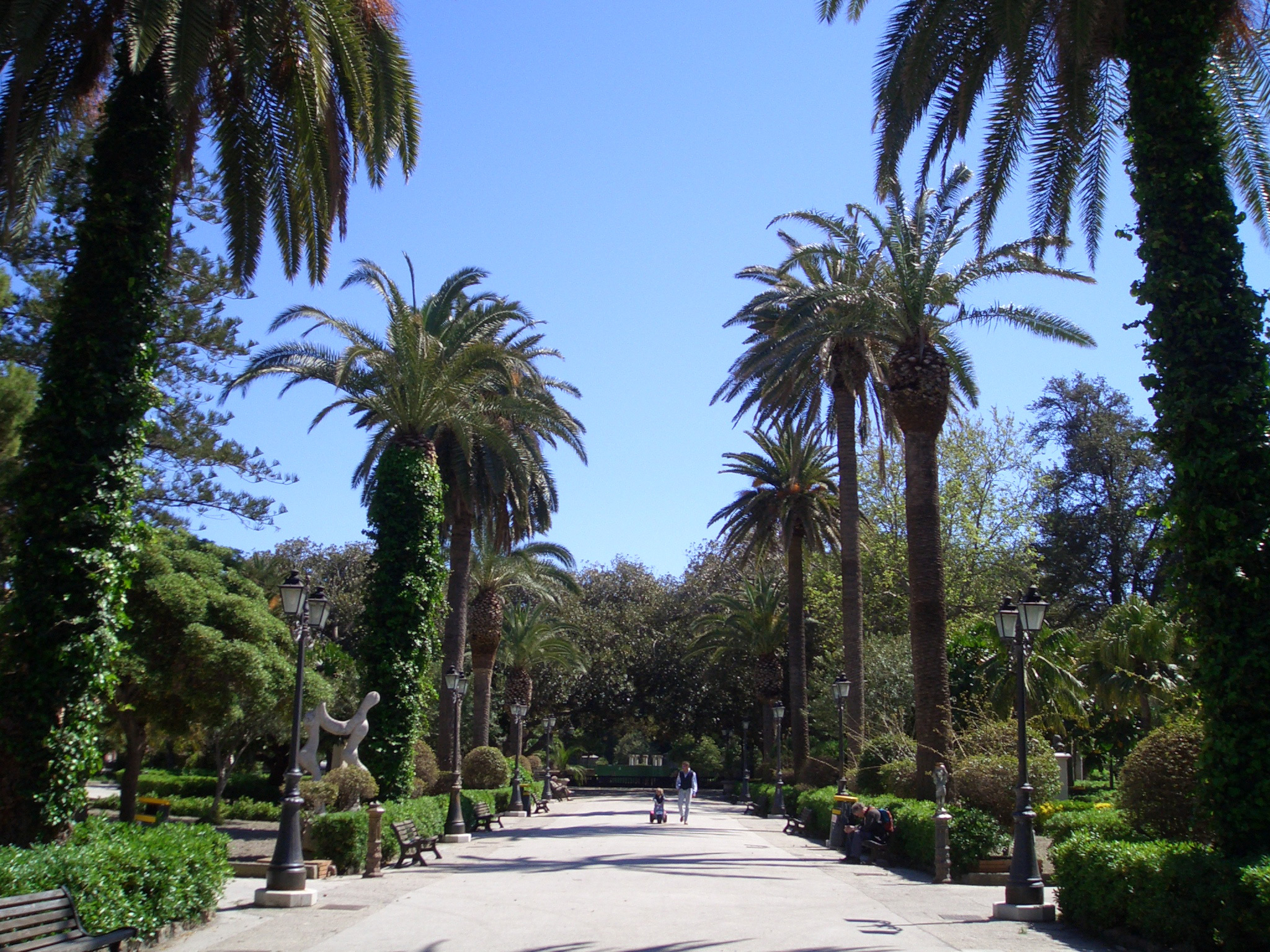
La Villa Margherita, sede delle rappresentazioni estive del "Luglio"

- Museo regionale Agostino Pepoli - Ospitato nell'ex convento trecentesco dei carmelitani, adiacente al Santuario dell'Annunziata, è tra i più importanti musei siciliani. Ospita un'imponente collezione di arti decorative, di sculture (tra cui opere dei Gagini), presepi e gioielli in corallo, e una pinacoteca che comprende, tra gli altri, dipinti di Tiziano e di Giacomo Balla.
- Museo di Preistoria - È ospitato all'interno della secentesca Torre di Ligny, sull'estrema punta occidentale della città, custodisce importanti testimonianze preistoriche della presenza umana nel territorio, nonché reperti (manufatti, anfore, ancore, un elmo punico) provenienti dal mare di Trapani.
- Salerniana - collezione d'arte contemporanea del XX e XXI secolo, con sede nello storico Palazzo della Vicaria.
- Museo di arte contemporanea San Rocco - Ospitato all'interno del Palazzo San Rocco, in centro storico.[45][46]
- DiArt - collezione diocesana d'arte religiosa permanente, ospitata nei locali del seminario vescovile nel quartiere di Raganzìli (località Casa Santa) che amministrativamente ricade nel territorio comunale di Erice.
- Museo Diocesano, Chiesa di Sant'Agostino
- Museo delle illusioni ottiche[47]
- Museo della stampa[48].

### Istituzioni culturali e teatrali
- Ente Luglio Musicale Trapanese - Tiene viva la tradizione trapanese del teatro e della musica operistica, sia nella stagione estiva che invernale, con una serie di rappresentazioni liriche, concertistiche e di prosa.
- Coro "Città di Trapani", fondato nel 1987 e dal 2021 iscritto nel Registro Eredità Immateriali della Sicilia (REIS), nella sezione «Libro delle celebrazioni, delle feste e delle pratiche Rituali»[49].

### Media
La città vanta un'antica tradizione nell'informazione. Già ai primi del Novecento, insieme ai settimanali La Gazzetta di Trapani e la Gazzetta del Popolo, veniva pubblicato un quotidiano, Il Corriere politico-quotidiano, diretto da Gustavo Ricevuto. Alla fine della prima guerra mondiale nacquero diversi settimanali come Il Faro, Stroncature, Il rinnovamento, Eco democratica, La difesa dei lavoratori, Falce e Martello, La nuova Battaglia, Il Baluardo, La vedetta fascista, La Vanga.

Durante gli anni trenta escono Il Littorio, e Cronache Nostre.
Dopo l'arrivo degli Alleati nel luglio 1943, nacquero il Corriere trapanese, Stroncature, la Gazzetta del Popolo.

Nel 1950 esce il settimanale Trapani sera, che insieme a Trapani nuova continuò a pubblicarsi per un trentennio.

Negli anni ottanta nacquero diverse Tv locali - Telescirocco, RTC, Videosicilia, Telesud, che diedero notevole impulso all'informazione. Proprio a RTC, dal 1987 collaborò Mauro Rostagno, sociologo torinese impegnato anche in inchieste sui legami tra classe dirigente locale e criminalità organizzata e rimasto vittima di un agguato mafioso un anno dopo.
Nel 1990 alla redazione locale del Giornale di Sicilia si aggiunse quella de La Sicilia. Altri due quotidiani palermitani, Il Mediterraneo e Oggi Sicilia, aprirono qualche anno dopo redazioni in città, ma durarono pochi mesi. Altri periodici, come TrapaniOk e Quarto Potere, durati alcuni anni, hanno cessato la pubblicazione.
Oggi in città ha sede solo una Tv, Telesud 3, nonché due "fogli" locali, uno a periodicità settimanale, SocialTP, e uno quotidiana, Il Locale News.
Diverse, invece, le testate giornalistiche online, come Il Mediterraneo, PrimaPaginaTrapani, TrapaniOggi, Trapani Ok, Trapanisi.

### Teatri e Auditorium
- Teatro/Auditorium Tito Marrone, nella sede dell'università
- Teatro del Conservatorio Antonio Scontrino
- Cineteatro Ariston
- Teatro Giuseppe Di Stefano - all'aperto, nell’ottocentesca Villa Margherita
- Teatro Garibaldi[51]: (distrutto durante la Seconda guerra mondiale)

### Cinema
L'intera prima stagione della serie televisiva "La Piovra" fu girata in città. Da allora il suo territorio è stato scelto diverse volte come scenario di pellicole e serie.
Film girati, in tutto o in parte, a Trapani:
- Vento del Sud, (1959) di Enzo Provenzale
- La piovra, (1984) di Damiano Damiani
- Il commissario Lo Gatto, (1986) di Dino Risi
- Stanno tutti bene, (1990) di Giuseppe Tornatore
- La scorta, (1993) di Ricky Tognazzi
- Un viaggio chiamato amore, (2002) di Michele Placido
- L'isola dei segreti - Korè, (2009) di Ricky Tognazzi
- Viola di mare, (2009) di Donatella Maiorca
- Ristabbanna, (2010) di Daniele De Plano e Gianni Cardillo
- Transeuropæ Hotel, (2012) di Luigi Cinque[52]
- Rocky, (2013) di Sujit Mondal[53]
- Maltese - Il romanzo del Commissario, (2017) di Gianluca Maria Tavarelli
- In guerra per amore, (2016) di Pif.[54]
- Maria Maddalena (2018), di Garth Davis[55]
- Màkari (2021), di Michele Soavi
- La stranezza (2022), di Roberto Andò
- E poi si vede (2025), di Giovanni Calvaruso.

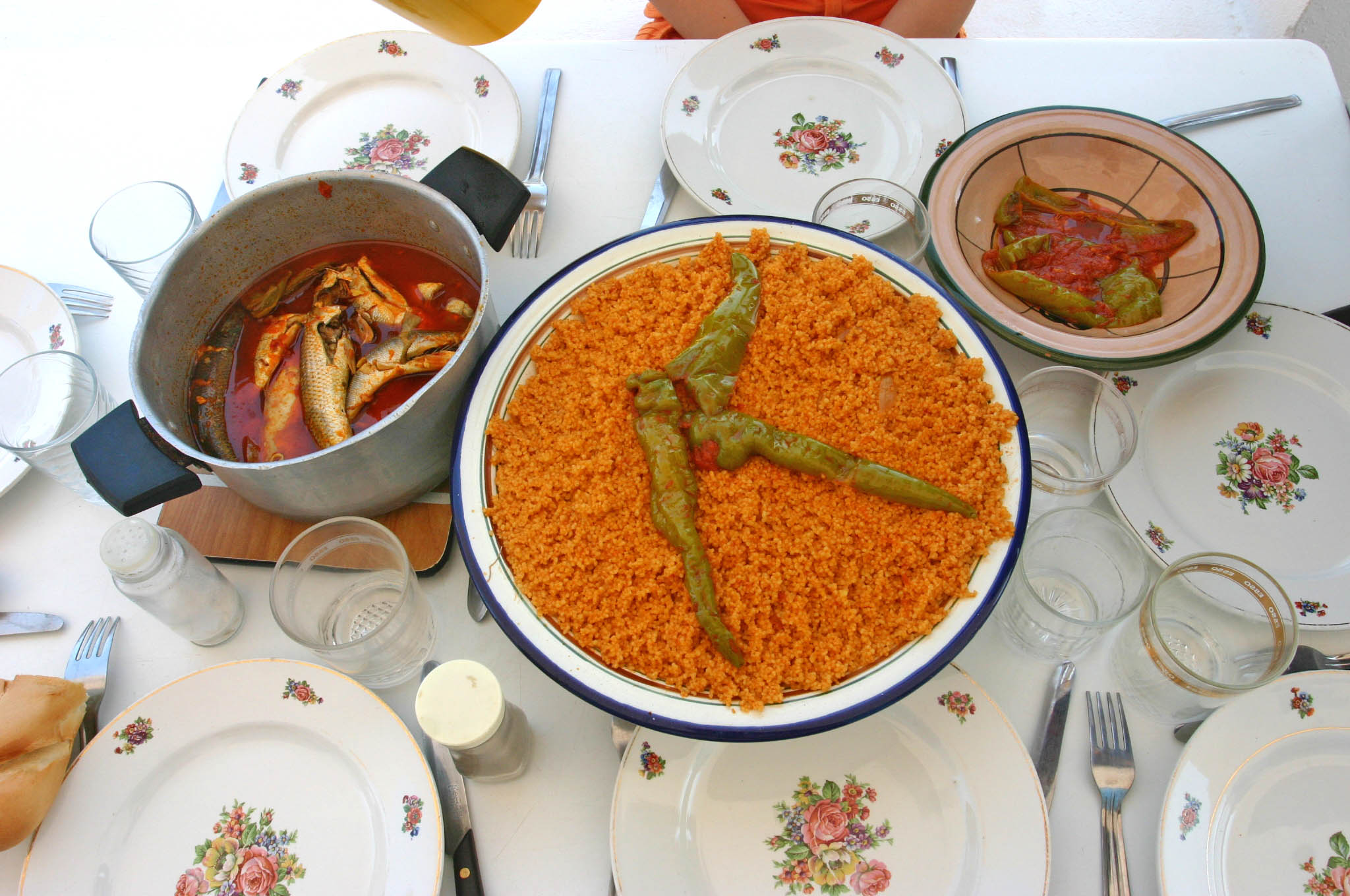
Il cuscus di pesce, piatto tipico della cucina trapanese di origine araba

### Cucina
La cucina della città è basata sia sulle tipiche specialità marinare, tra i piatti più famosi il cuscus di pesce, che sui prodotti della terra, tra i più noti rappresentanti il pesto alla trapanese, localmente noto come pasta cu l'agghia.

## Geografia antropica

### Urbanistica
È possibile distinguere in modo netto la parte antica della città dalla parte moderna. Nei pressi dell'attuale Via Spalti si trovava il fossato antistante le mura di difesa che separava la città dalla campagna a oriente. Tale fossato divenne successivamente un canale navigabile che univa il mare di Tramontana con quello di Mezzogiorno. Dopo l'abbattimento della cinta muraria alla fine dell'Ottocento, la città si sviluppò verso est, lungo la direttrice dell'odierna via G.B. Fardella ("Trapani nuova").
Parte antica

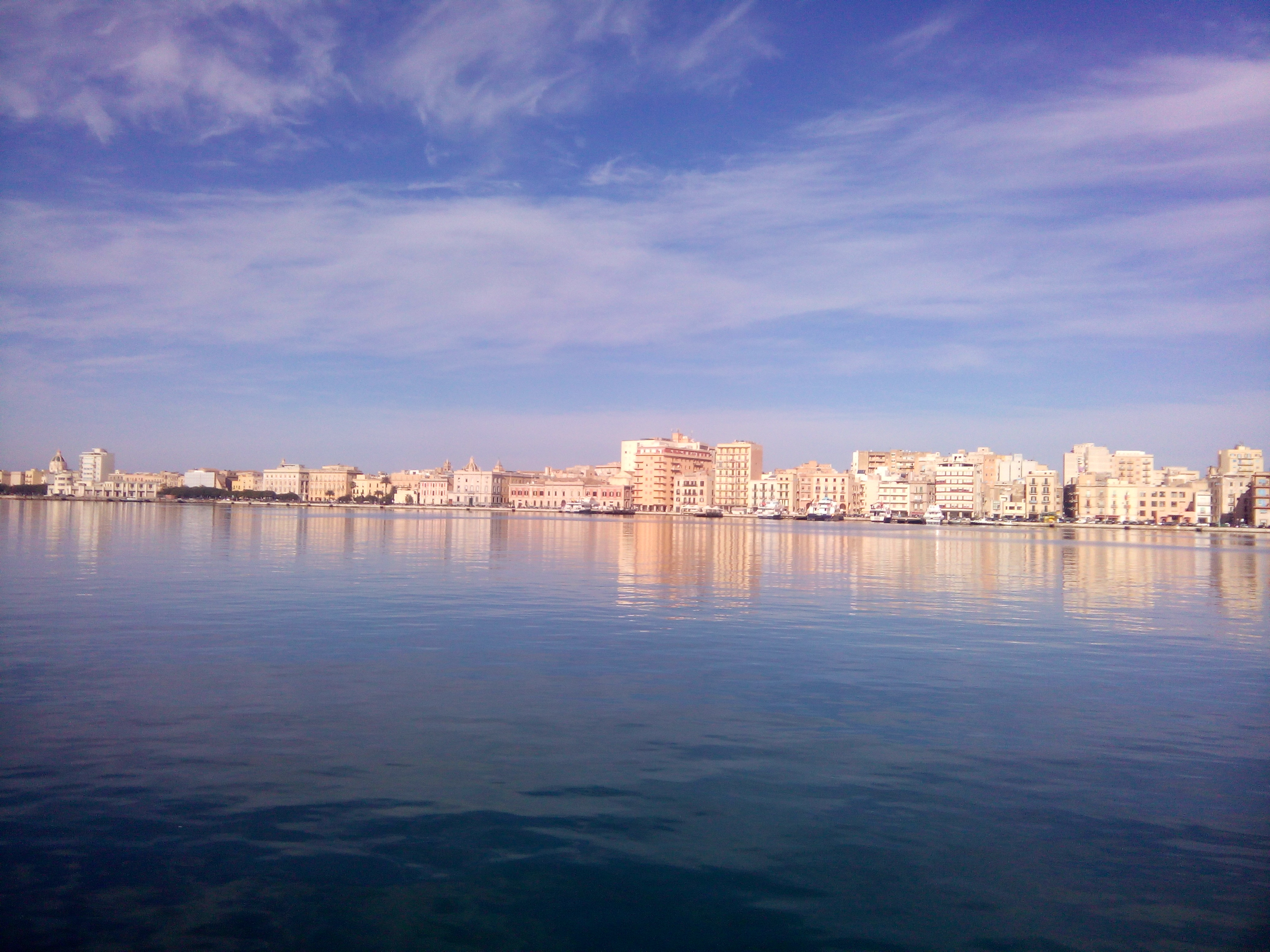
La città vista dal porto

La via Ammiraglio Staiti e il viale Regina Elena, percorrono la zona portuale relativa al traffico passeggeri. La continuità data da corso Vittorio Emanuele e dall'intera via Libertà, costituisce l'unico asse viario in uscita dal centro storico a nord. La restante parte del corso Vittorio Emanuele, insieme alle vie Torrearsa e Garibaldi, sono interamente pedonali.
Parte moderna
Progettata e realizzata alla fine dell'Ottocento nell'ambito dell'espansione concepita dal Piano Talotti, è costituita principalmente da strade parallele e perpendicolari tra loro. L'asse viario più importante è indubbiamente la via Giovan Battista Fardella. Da piazza Martiri D'Ungheria, si ha da una parte il proseguimento della via G.B. Fardella con il corso Piersanti Mattarella, dall'altra il proseguimento con le vie Conte Agostino Pepoli e Palermo. Due sono le strade che costituiscono le viabilità alternative alla trafficata Via G.B. Fardella: le vie Vespri e Marino Torre.
La fascia costiera a nord della città è percorsa interamente dal lungomare Dante Alighieri, che collega il centro storico alla zona periferica della città, per continuare nei territori pedemontani di Erice, Valderice e Custonaci. Altre principali strade sono la via Marsala, che prosegue con la s.s. 115, e la via Virgilio. La dorsale Z.I.R. è un'ampia strada di collegamento della zona portuale con la periferia a sud della città.

### Suddivisioni storiche
Quartieri e rioni
- San Lorenzo (già Palazzo)
- San Nicola (già di Mezzo)

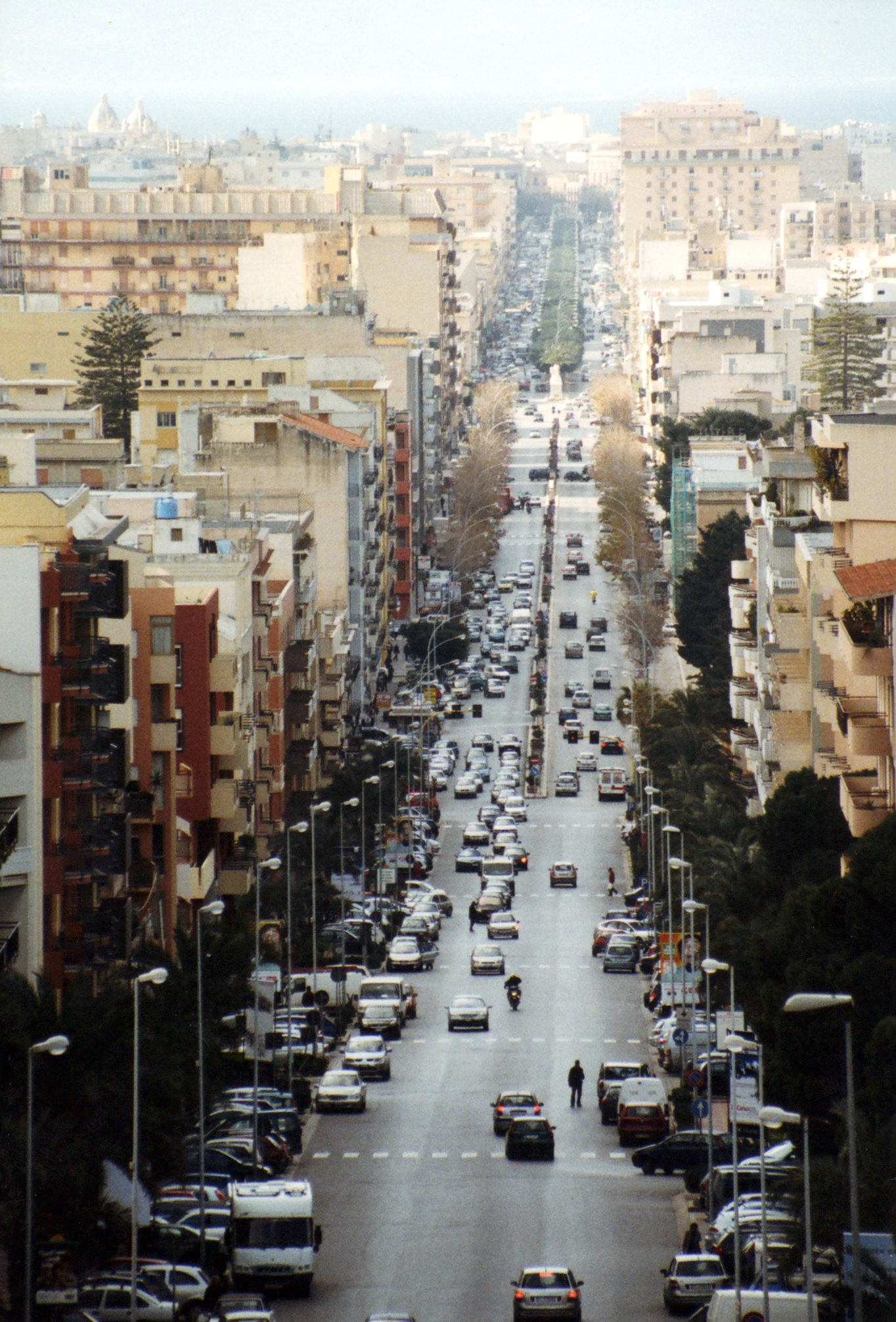
La via Manzoni, il Corso P. Mattarella e la via Fardella (alberata), asse centrale della città, da Casa Santa al centro storico

- San Pietro (già Casalicchio): si trova nel cuore del centro storico (costituisce il nucleo originario della città);
- Giudecca, quartiere ebraico il cui pregevole simbolo è il Palazzo della Giudecca. Diventò un ghetto di ebrei con l'editto di Ferdinando il Cattolico, nel 1492;
- Catìto
- Barracche
- Cappuccini
- Borgo Annunziata
- Santa Teresa
- Sacro Cuore
- Cappuccinelli
- Dazio
- Lago Cepeo
- Rione Sant'Alberto: ex Rione Palma, intitolato al Santo Patrono della città in occasione dell'anno giubilare dei 700 anni dalla sua morte;
- Fontanelle Sud
- Fontanelle Milo: vi si trovano i locali della Agenzia Spaziale Italiana;
- Villa Rosina: quartiere in forte espansione urbanistica;
- Villa Mokarta
- Rione Cappuccinelli

### Frazioni
Le principali frazioni appartenenti al vasto territorio trapanese sono:
- Fulgatore, ad Est del capoluogo, è la frazione più popolata che conta quasi 2 000 abitanti;
- Xitta, già "San Lorenzo la Xitta" vale a dire "la città di San Lorenzo", che fu comune autonomo;
- Ummari
- Immacolatella
- Milo (TP)
- Borgo Annunziata
- Borgo Fazio
- Mokarta

## Economia

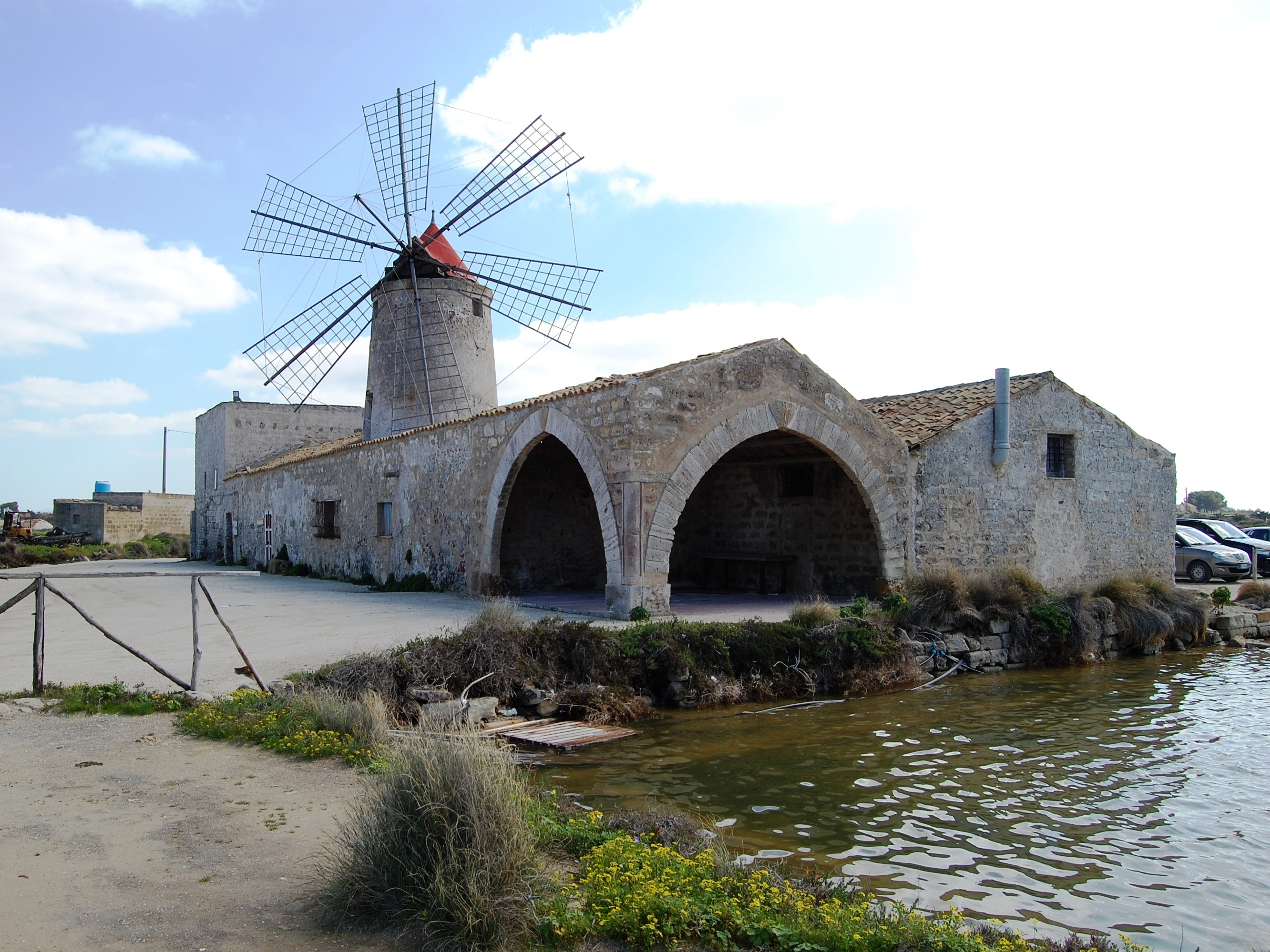
Il museo del sale, in un vecchio mulino a vento, un tempo utilizzato per pompare acqua tra i bacini delle saline

### Industria e artigianato
Famosa nel periodo pre-industriale per l'artigianato del corallo e l'argenteria, tra XVIII e XIX secolo Trapani diventò uno dei principali poli agroalimentari del Mediterraneo. Trapani era rinomata soprattutto per il sale delle sue saline, oggi ancora attive grazie alla Sosalt e la provincia per il vino (in particolare il vino marsala), molto apprezzato sul mercato inglese. Entrambi i prodotti venivano principalmente esportati attraverso l'importante flotta commerciale di stanza nel porto.
Importante anche la produzione vinicola: il suo territorio fa parte delle zone di produzione dell'Erice Doc con aziende come Firriato, Cantina sociale di Trapani e Fazio wines, e del Marsala Doc, con l'azienda Tenute Fardella della Ripa.

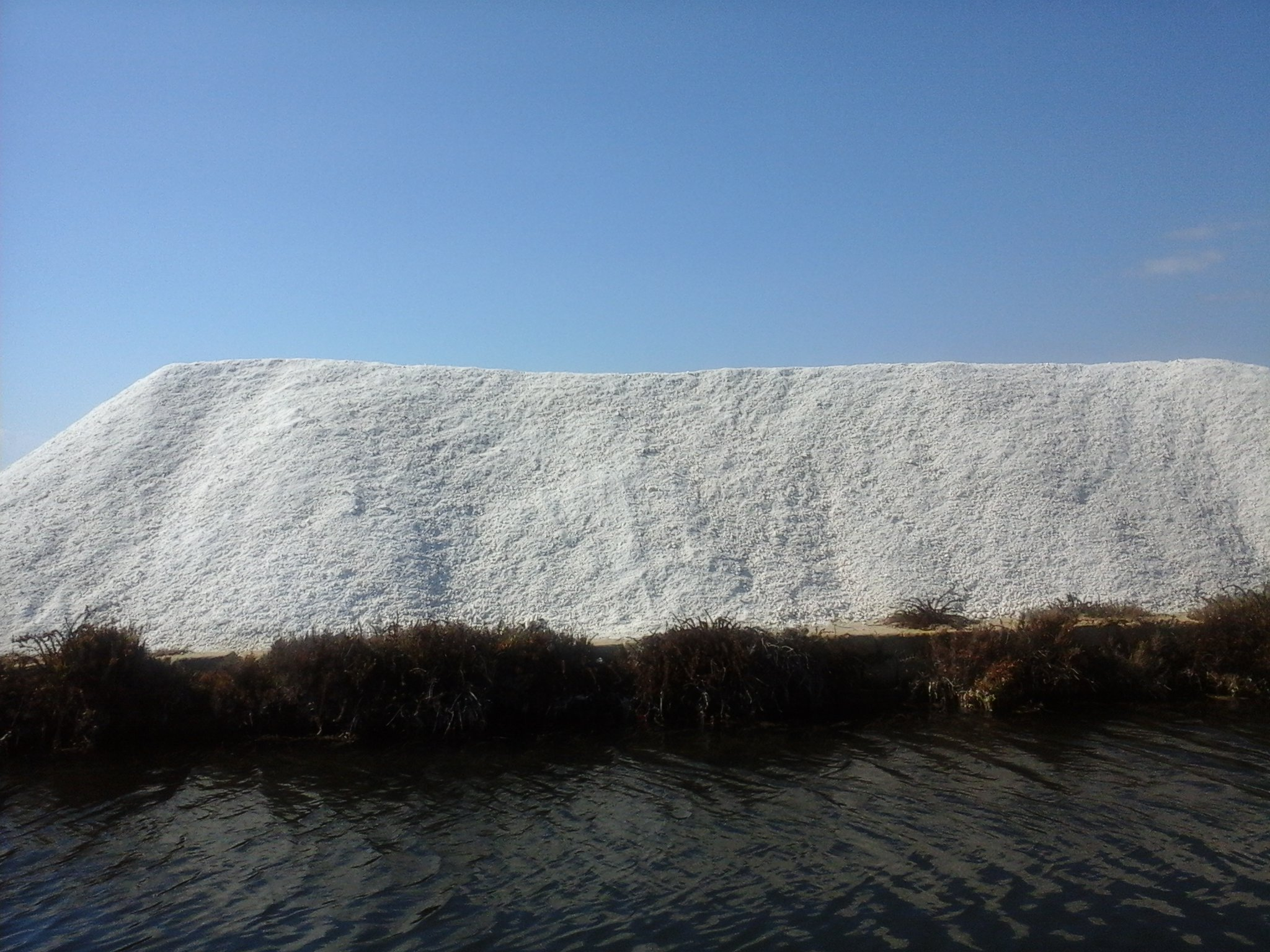
Trapani, sale delle saline

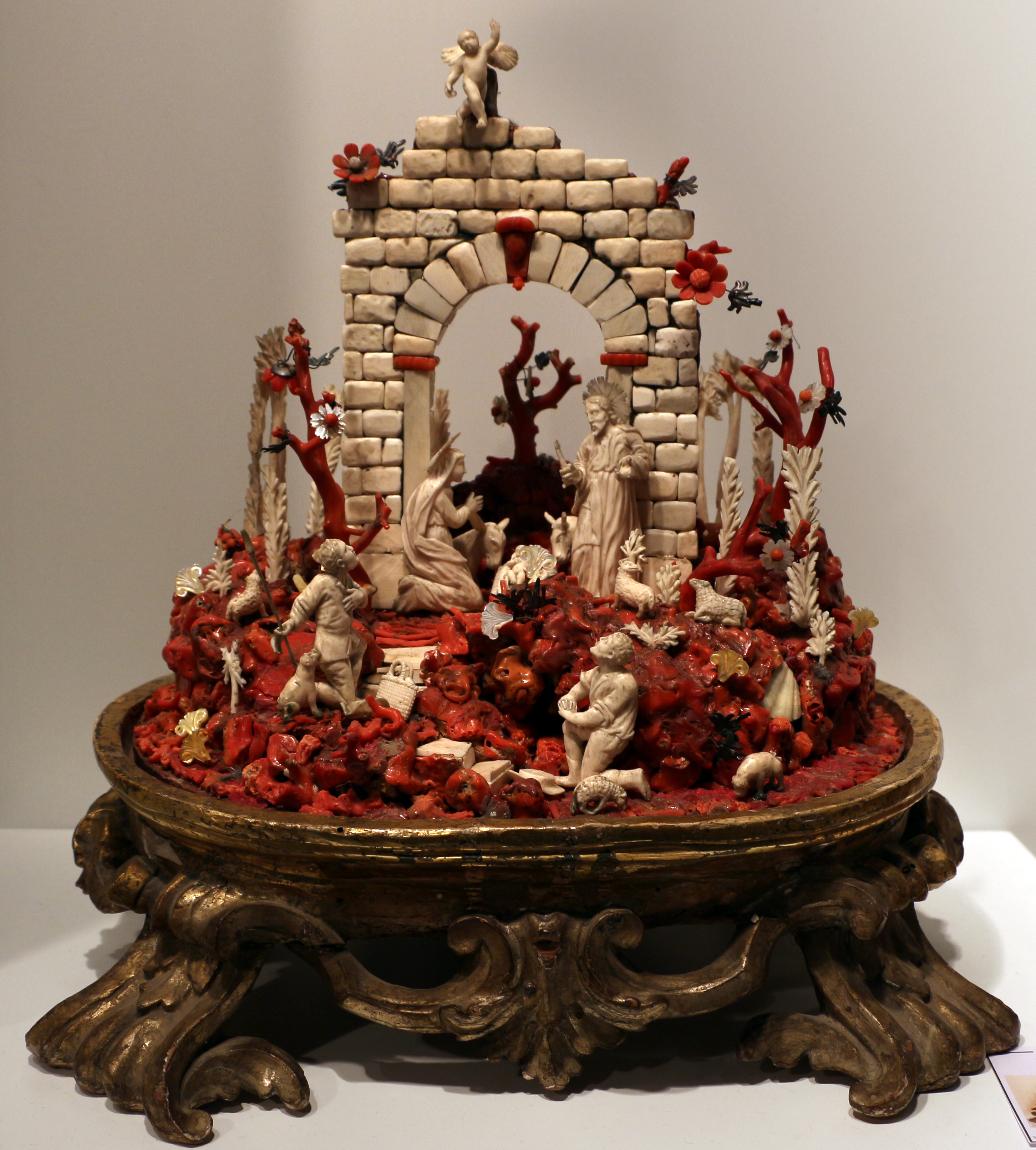
Presepe in Corallo

Alla metà del XX secolo si sviluppò l'industria marmifera, di cui resta in attività solo il bacino di Custonaci.
La zona è anche ricca di uliveti, l'olio trapanese fa parte della DOP Valli Trapanesi.
Sviluppato il settore terziario. Di rilievo la cantieristica: il porto ospita due bacini di carenaggio e otto scali d'alaggio e i nuovi cantieri navali HSC Shipyard.
Alcune Società, con sede legale ed operativa in città, si sono affermate nell'ambito nazionale ed internazionale. Tra le più importanti nel trasporto marittimo Liberty Lines, nei prodotti di tonnara la Nino Castiglione, nei prodotti di pelletteria ed abbigliamento la "Stefano Corsini". "Demopolis" rappresenta uno dei più importanti istituti di ricerche nazionali, diretto da Pietro Vento.
Si svolge a Trapani da trentuno edizioni, nel mese di giugno, la Fiera Campionaria dell'ARtigianato, COmmercio e INdustria (AR.CO.IN).

### La lavorazione del corallo
Tra XV e XVI secolo i pescatori trapanesi iniziarono a praticare la pesca del corallo, così si sviluppò un fiorente artigianato per la sua lavorazione. I maestri corallari acquistarono fama in tutto il bacino del Mediterraneo con i loro prodotti artistici. Si consolidò una rete di committenze prestigiose in tutta Europa e fu così possibile produrre opere sempre più ricche ed elaborate. Presso il Museo Pepoli si possono ammirare sculture, monili e altre opere dei maestri trapanesi realizzate in corallo.
Oggi, tuttavia, la pesca è quasi del tutto scomparsa, mentre è limitata a qualche artigiano la lavorazione del corallo. Maria Concetta di Natale sostiene che la più antica lavorazione del corallo a Trapani era caratterizzata dalla produzione di grossi grani di corallo con cui si usavano comporre i paternostri. La tecnica di lavorazione con il bulino, dal maestro corallaro Antonio Ciminello, consentiva invece, di realizzare sculture di minuscole dimensioni.
La tecnica del retroincastro è stata utilizzata tra la fine del Cinquecento e la fine del Seicento per la decorazione di acquasantiere, vassoi e piatti; consiste nell'inserimento di piccoli elementi di corallo (a forma di puntini, virgole, baccelli, gocce) all'interno di due lastre di rame dorate perforate dal verso. Venivano fissati con pece, cera e chiusi con tela. La tendenza al gusto barocco porta alla sostituzione di questa tecnica con quella della cucitura, fatta di fili metallici e di pernetti, di elementi di corallo floreali, fitoformi ridondanti di motivi curvilinei. Filigrana, argento, pietre colorate, madreperla, avorio, tartaruga e ambra sostituiscono le decorazioni bianche e blu nel rame dorato.

### Pesca
La pesca a Trapani vanta un'antica tradizione, specialmente del tonno per la quale si usava la classica tecnica della mattanza nelle varie tonnare situate in città e nei dintorni: (San Giuliano, San Cusumano, Isola di Formica) e in provincia (Favignana, Bonagia, San Vito Lo Capo, Scopello, Capo Granitola).

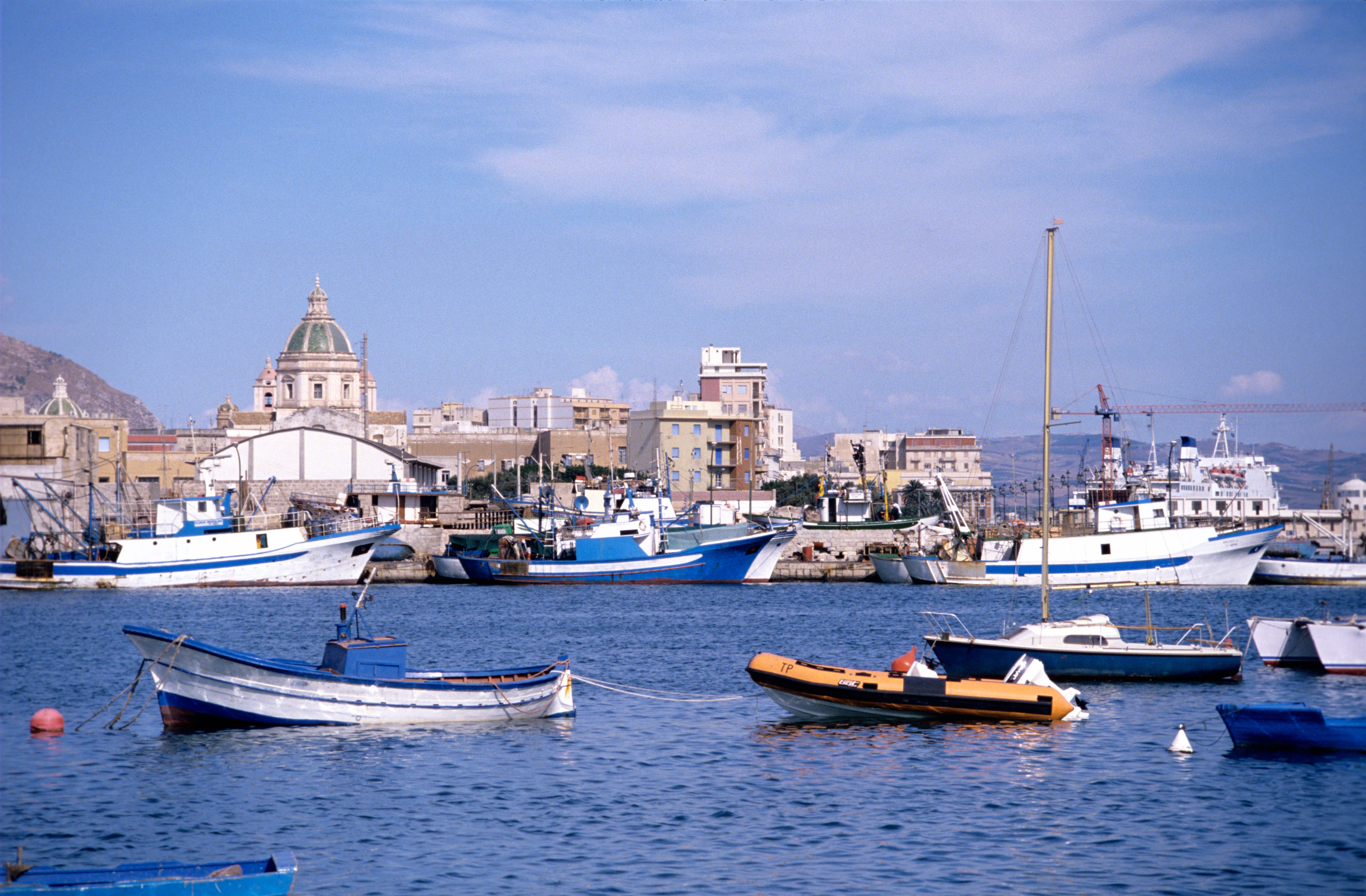
Il porto peschereccio

Oggi la flotta da pesca trapanese è la quarta della Sicilia: il porto peschereccio ospita 142 imbarcazioni di piccola e media pesca, per un totale di 2805 TSL (tonnellate stazza lorda). L'antico mercato del pesce, dopo essere stato ristrutturato nel 1998, è adesso utilizzato per eventi culturali. Il nuovo mercato del pesce per la vendita al dettaglio trova collocazione nei pressi di Piazza Scalo D'Alaggio, in prossimità del porto peschereccio. Ampio e moderno, è maggiormente funzionale all'attività della pesca. Nella stessa zona vi è la struttura del mercato all'ingrosso del pesce. Rappresenta l'unico mercato in provincia e la sua ristrutturazione recente, con fondi europei, lo pone all'avanguardia in ambito nazionale sia come commercializzazione che come rintracciabilità del prodotto.

### Turismo
Negli ultimi anni, la scelta della amministrazione di puntare alla riqualificazione del centro storico, lo sviluppo efficiente del vicino aeroporto di Birgi "Vincenzo Florio" e la presenza di numerose navi da crociera hanno determinato una crescita esponenziale delle presenze turistiche in città: rispetto ai decenni trascorsi al tradizionale turismo di passaggio, verso l'arcipelago delle Egadi o Erice, si è aggiunto quello stanziale, favorito anche da alcune peculiarità della città come l'immediata vicinanza dell'attracco delle navi da crociera alla parte commerciale del centro storico e delle spiagge attigue ad esso.
Si è avuto, quindi, uno sviluppo delle sistemazioni alberghiere in città e nei dintorni, con la nascita di villaggi turistici, hotel, agriturismi e bed and breakfast, e la creazione di una nuova movida grazie alla presenza di discoteche e nuovi lidi balneari oltre che di servizi al turista.
Insieme ad altri comuni, è parte delle Strade del vino Erice Doc, dell'Associazione Città del Vino, del movimento Patto dei sindaci, del Distretto turistico territoriale "Sicilia occidentale" e del Patto territoriale Trapani Nord.

## Infrastrutture e trasporti

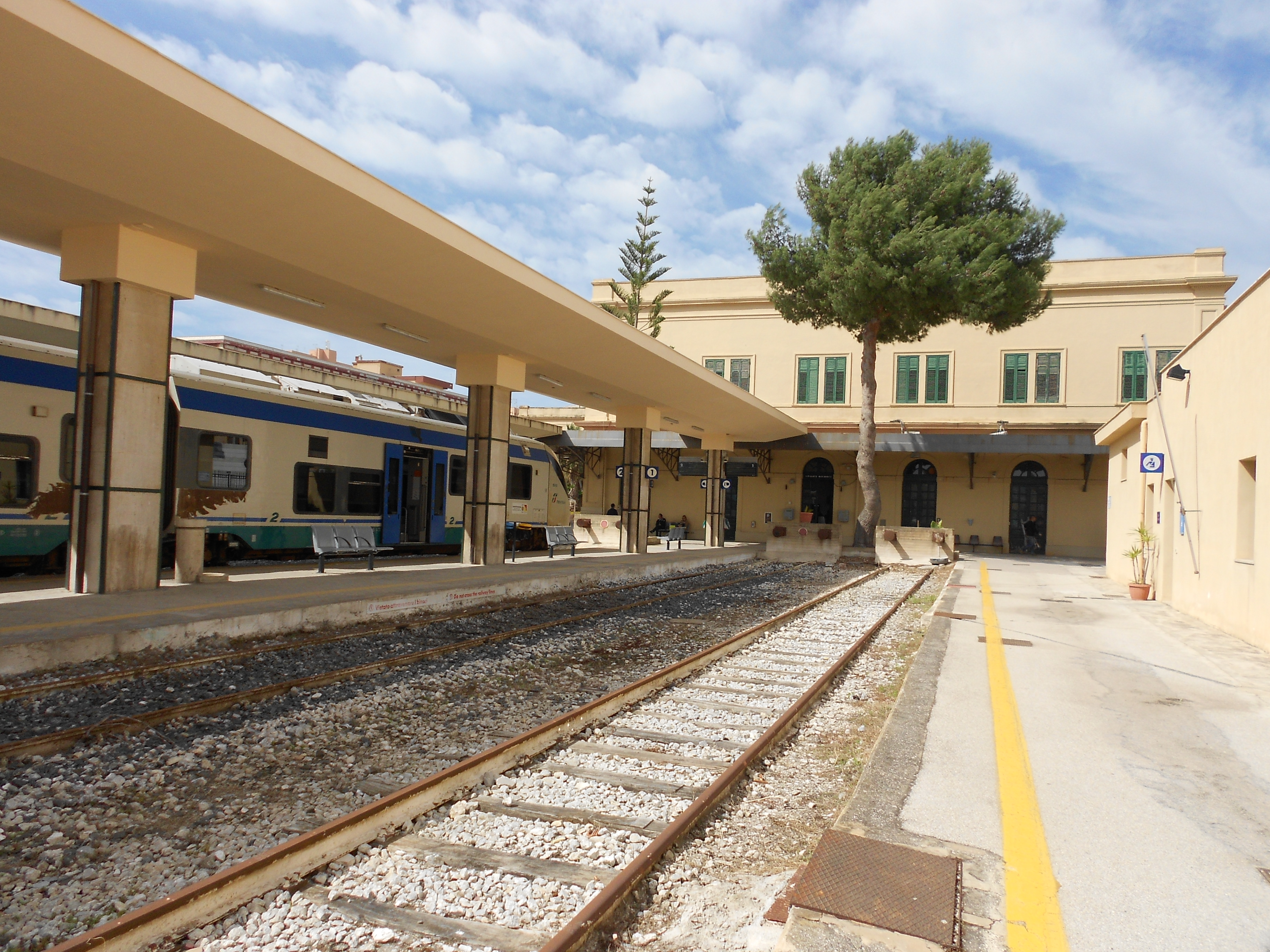
Stazione ferroviaria

### Strade
Dalla città di Trapani è possibile raggiungere Palermo tramite l'Autostrada A29: sono circa 97 i chilometri che separano i due capoluoghi. L'autostrada, naturale prosecuzione della circonvallazione di Trapani, si diparte ad est permettendo di raggiungere le città dell'entroterra provinciale e anche l'Aeroporto di Palermo-Punta Raisi, distante circa 80 km. Le statali S.S. 187 e S.S. 115 permettono il collegamento dal capoluogo rispettivamente ai comuni posti a nord della provincia e ai centri di Marsala, Mazara del Vallo e Castelvetrano, a sud. La S.P. 21 collega direttamente il capoluogo all'Aeroporto di Trapani-Birgi, che è raggiungibile anche tramite una bretella dell'A29.

### Ferrovie
Due sono le linee che collegano Trapani a Palermo: l'una, che è la via più breve, è denominata Trapani-Palermo via Milo e passa per la stazione di Alcamo diramazione e, appunto, dalla frazione trapanese di Milo, mentre l'altra attraversa i centri a sud della provincia prima di raggiungere Alcamo e il capoluogo di regione. La Trapani-Palermo via Milo è attualmente chiusa per una frana che ha interessato il tracciato avvenuta nel 2013. I lavori per il ripristino della tratta, comprendenti il raddoppio dei binari e l'elettrificazione, sono in corso, con data stimata di riapertura al 2028.
La stazione ferroviaria di Trapani si trova al centro della città e consente di raggiungere con facilità il centro storico e il porto. La linea ferroviaria è a binario unico e non elettrificata.

### Porti

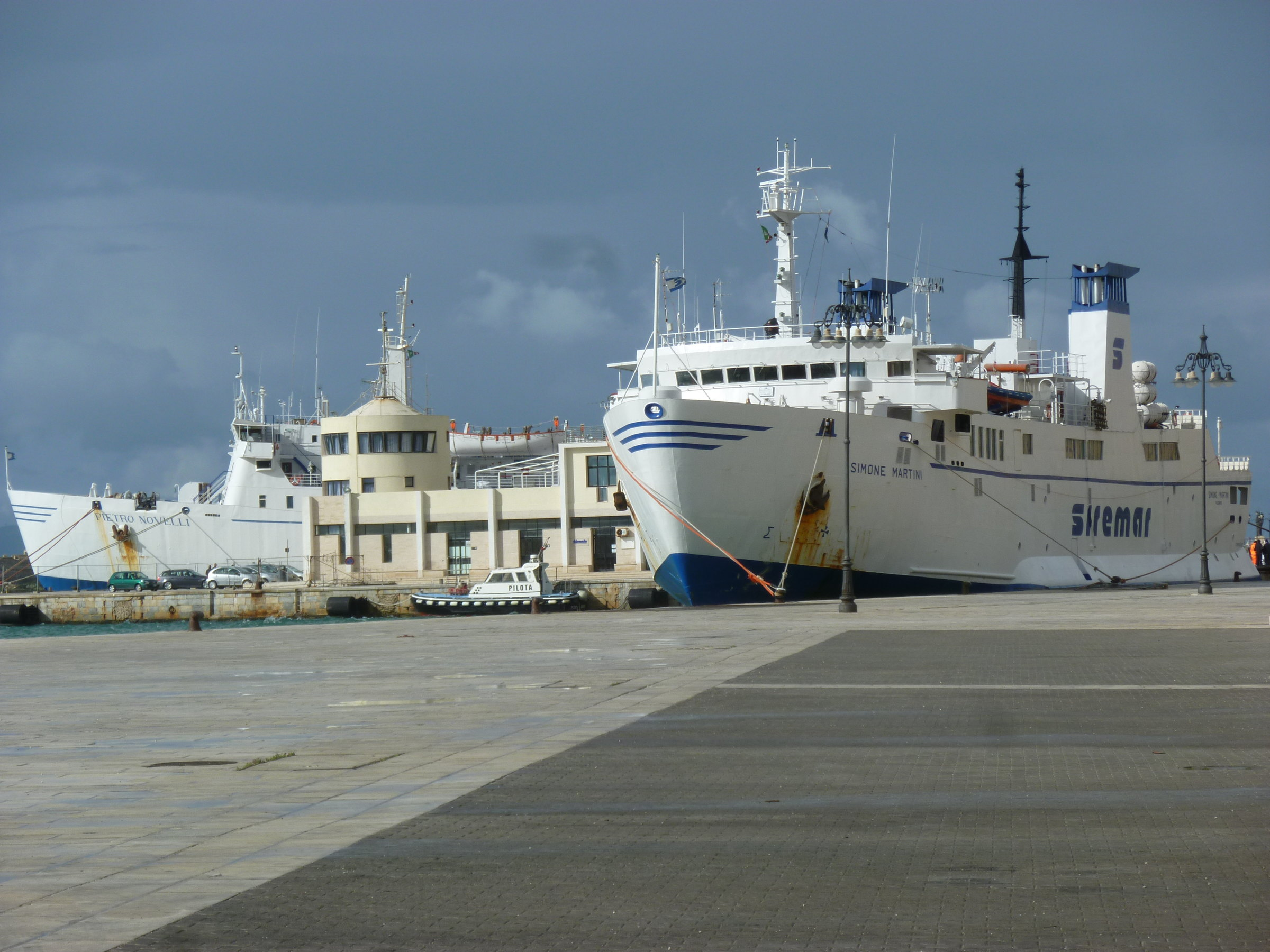
Traghetti ormeggiati in porto

Il porto di Trapani ha una posizione centrale rispetto al Mediterraneo, quindi ideale scalo per i traffici commerciali e passeggeri che attraversano il Canale di Sicilia. La sua particolare conformazione permette di dare a Trapani l'appellativo di città-porto, una delle pochissime in Italia. È possibile distinguerlo in tre zone: la prima, riservata al traffico passeggeri, è quella che si inserisce perfettamente nel centro storico della città; la seconda è quella costituita del porto peschereccio ad ovest della città, e infine la terza è quella riservata al traffico merci.
Dal porto, turistico e commerciale, è possibile raggiungere con Siremar, Caronte & Tourist e Liberty Lines le Isole Egadi e Pantelleria.
Il traffico crocieristico è rilevante e si attesta tra i 200.000 e i 500.000 passeggeri, 13° approdo in Italia e 3° in Sicilia. Trapani è, tra le altre, porto di imbarco delle MSC Crociere e della Costa Crociere.

### Aeroporti

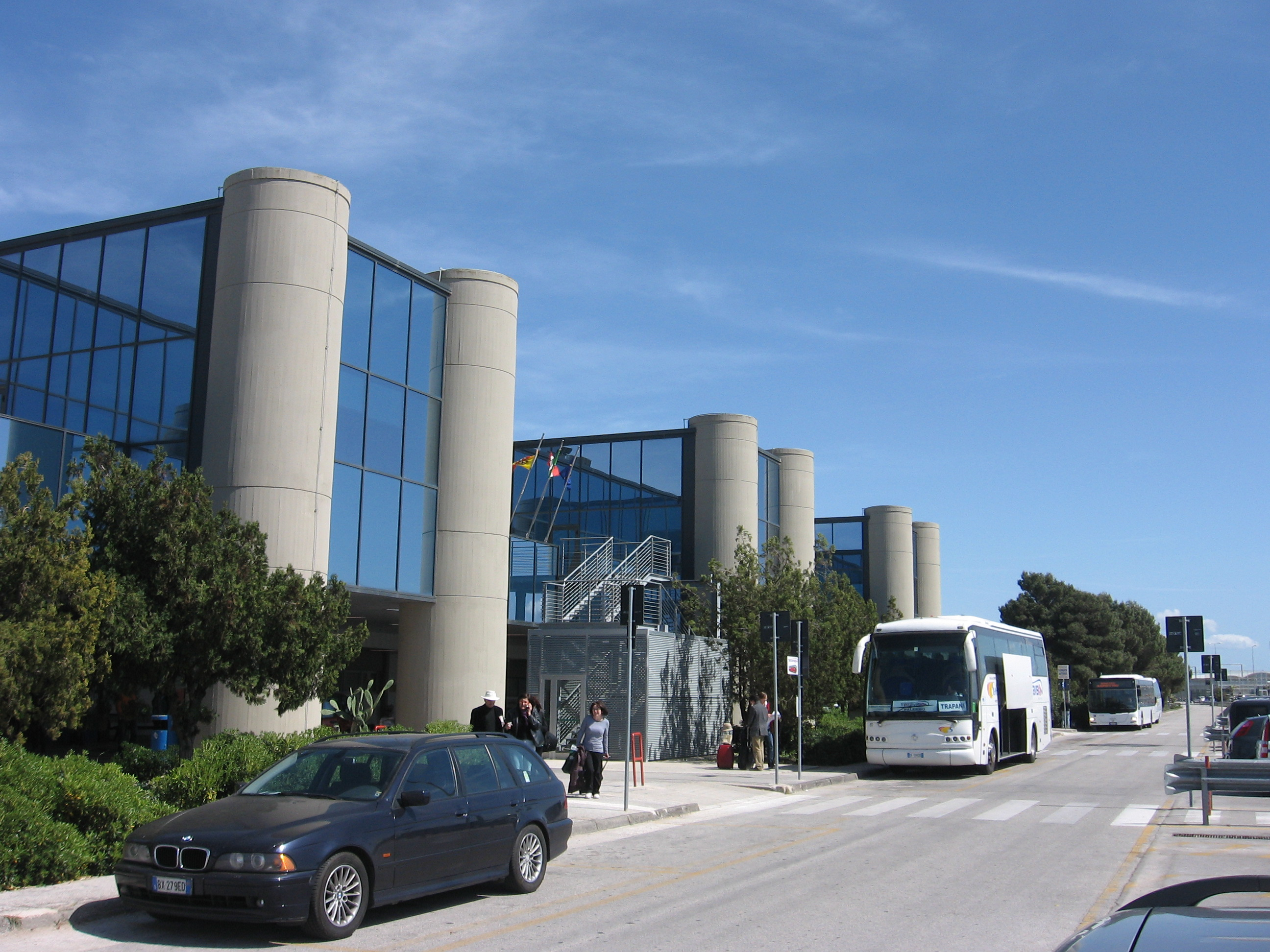
L'aeroporto di Trapani Birgi

L'aeroporto di Trapani-Birgi è un aeroporto militare aperto al traffico civile situato a circa 15 km sia dal capoluogo che da Marsala. L'aerostazione ricade nel neonato comune di Misiliscemi e ospita un traffico annuo superiore al milione di passeggeri.
Sul terreno e nei locali del vecchio aeroporto militare di Trapani-Milo, un territorio di oltre 90 ettari alla periferia della città, è stata operativa dal 1975 al 2010 la "Base di lancio palloni stratosferici" dell'Agenzia spaziale italiana. Era una delle poche strutture al mondo in grado di gestire palloni per lanci transmediterranei e transatlantici. Intitolata nel 2001 a Luigi Broglio, è stata ufficialmente chiusa nel 2012.
In precedenza è stato attivo per alcuni anni l'aeroporto di Trapani-Chinisia, a poca distanza dall'attuale aerostazione di Trapani-Birgi, utilizzato come aerostazione militare e civile.

### Mobilità urbana
L'ATM (Azienda Trasporti e Mobilità, ex SAU) gestisce il servizio di trasporto urbano all'interno del territorio comunale con 12 linee urbane e 3 extraurbane. Per la mobilità all'interno del centro storico vengono utilizzati alcuni bus elettrici (pollicino) che possono transitare nelle zone a traffico limitato.
Tra il 1952 e il 1967 Trapani fu servita da una filovia, la quale sostituiva una tranvia risalente al 1919. Trapani fu infatti una delle prime città siciliane a dotarsi dei tram come sistema di trasporto pubblico. Inaugurati nel 1919, le linee che percorrevano le vie principali della città erano sia a binario unico che a doppio binario. Il sistema venne poi dismesso nel 1952.
Sebbene abbandonata, esiste ancora la cosiddetta "Casa del Tram", nei pressi di piazza Martiri d'Ungheria, dove venivano depositate le carrozze.
A Trapani vi è una sede della Azienda Siciliana Trasporti (AST), che costituisce, assieme alla sede di Palermo, la struttura territoriale occidentale della azienda stessa.
Le 14 tratte gestite dalla AST collegano il capoluogo ad infrastrutture quali l'aeroporto di Trapani-Birgi e la funivia Trapani-Erice, a località turistiche come San Vito Lo Capo e alle cittadine del circondario della città.

## Amministrazione
Dall'11 giugno 2018, il sindaco della città è Giacomo Tranchida (PD).

### Gemellaggi
- Costanza[73]
- Les Sables-d'Olonne
- Épernay
- Winnipeg
- Roquefort-les-Pins, dal 2014
- Würselen, dal 2017

## Sport

### Calcio
La principale squadra di calcio della città è F.C. Trapani 1905 che milita in Serie C. Disputa le gare interne allo stadio Polisportivo Provinciale. 
Le altre squadre di calcio della città sono: l'A.S.D. Città di Trapani fondata nel 2005 che milita in Terza Categoria e l'A.S.D. Accademia Trapani che milita nell'Eccellenza.

### Pallacanestro
La società cestistica più importante della città è la Trapani Shark, precedentemente conosciuta come Basket/Pallacanestro Trapani. Tra la fine degli anni ottanta e i primi anni novanta si consolidò la tradizione cestistica della città grazie ai successi della Pallacanestro Trapani che per anni ha disputato campionati di A2.

### Pallavolo
La società pallavolistica più importante è la Pallavolo Trapani, nata nel 1999, e militante in serie B2. Il 20 aprile 2013 conquista la storica promozione in B1.

### Gare podistiche
La Città ha negli anni consolidato l'organizzazione di importanti gare podistiche. Tra le più note:
- Volata Napola-Mokarta (10.000 metri), giunta alla 16ª edizione a cui hanno partecipato i più noti podisti internazionali;
- Sale&Saline, anch'essa giunta alla 16ª edizione, si snoda in un percorso cittadino di 10.000 metri;
- Sicilia in...100 km, gara podistica che segue il percorso costiero che collega i capoluoghi Trapani e Palermo;
- Vivicittà - Trapani, sono 29 le edizioni svolte in contemporanea alle più importanti Città italiane; il percorso cittadino di 12 km si snoda nel principale viale cittadino, la Via G.B. Fardella.

### Gara di Triathlon
La gara di triathlon Trapaniman 113 km si configura come una gara di Half Ironman e prevede 1,9 km di nuoto, 90 km di bicicletta ed una mezza maratona (21,1 km).

### Eventi sportivi

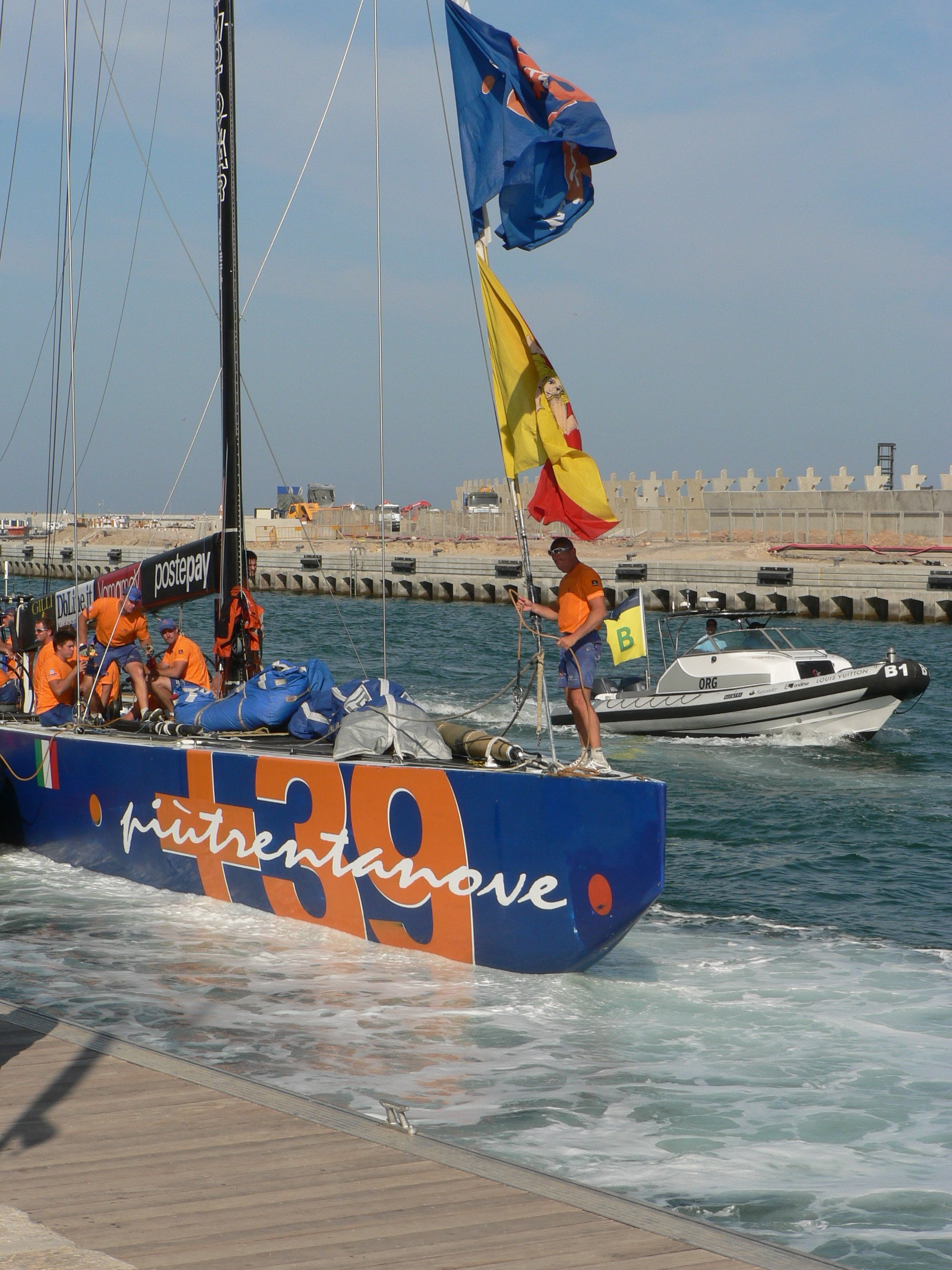
America's Cup, l'imbarcazione "+39" nel 2005, sponsorizzata dalla Regione Siciliana

La città è stata più volte sede di importanti eventi sportivi:
- Il 19 luglio 1939 si svolsero gli incontri di lotta greco-romana tra le nazionali di Italia ed Ungheria.
- Nell'ambito delle universiadi svoltesi in Sicilia nel 1997, Trapani ha ospitato il torneo di pallacanestro e la partita inaugurale del torneo di calcio Italia-Brasile.
- Nel 1997 Trapani ha ospitato i campionati europei juniores di pallacanestro della FIP.
- Ha ospitato dal 4 al 14 aprile 2003 i campionati mondiali di scherma categoria cadetti e juniores.
- Il mare di Trapani, vede agevolmente le gare da terra: sono stati questi i punti di forza che hanno portato Ac Management, società organizzatrice dalla 32 ma America's Cup, a scegliere Trapani come sede degli Acts 8 & 9. Dal 28 settembre al 9 ottobre 2005 il mare di Trapani ha ospitato le regate della Louis Vuitton Cup acts 8 & 9, con la partecipazione di tutte le imbarcazioni partecipanti alla America's Cup.[74] Lo scenario è stato confermato anche per la "Multi Cup 60'".
- Lo specchio acqueo antistante la città di Trapani, dopo gli Acts di Coppa America, è stato più volte sede di regate internazionali come La Fuga Sail Cup ed il Trapani Match Race. Nel 2006 si è svolto Il Grand Prix d'Italie e nel 2007 la selezione italiana della BMW Sailing Cup. Nel novembre 2008 si è tenuto a Trapani il Campionato italiano di Match Race, organizzato dalla F.I.V. Nell'aprile 2010 Trapani è stato il porto di arrivo per la Garibaldi Tall Ships Regatta, regata partita da Genova per il 150º anniversario dello sbarco dei Mille. Dal 23 al 26 settembre 2010 vi si è svolta la penultima tappa dell'Extreme Sailing Series Europe (ex iShares Cup).[75][76]

### Impianti sportivi

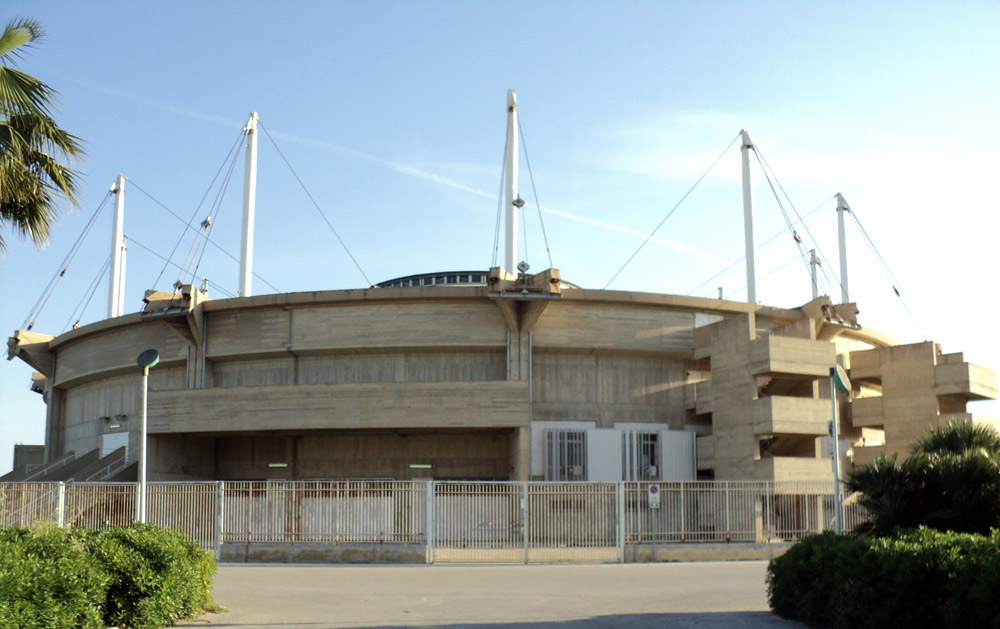
Il palazzetto della sport, il PalaIlio

- PalaIlio o Palasport Comunale (recentemente ridenominato in Pala Shark) è uno dei principali impianti sportivi della città e ospita le partite casalinghe del Trapani Shark. Il nome deriva dalla piazza antistante che è, appunto, piazzale Ilio. Data la buona capienza (circa 5.000[77] posti a sedere) ogni anno si svolgono al suo interno numerose manifestazioni sportive e musicali.
- Piscina Olimpica all'aperto, sempre in piazzale Ilio. Le dieci corsie ne fanno il più grande impianto all'aperto della Sicilia.[78]
- Piscina Comunale, ubicata nel quartiere di Sant'Alberto;
- Palestra Salvatore Cottone, anch'essa nel quartiere di Sant'Alberto, con un campo di pallacanestro regolamentare, comunemente conosciuta come Palestra Tenente Alberti dal nome della via su cui insiste;
- Circolo Tennis di Trapani contiene cinque campi da tennis oltre che un campo di calcio e uno di pallacanestro;
- Centro Sportivo Roberto Sorrentino nel quartiere di Fontanelle sud è utilizzato dal Trapani Calcio per svolgere i propri allenamenti e le attività delle squadre giovanili: è costituito da un campo di calcio a 11, uno di calcetto e uno di tennis;
- Miniautodromo Città di Trapani per automodellismo, realizzato nella zona di Fontanelle Milo, alle porte della città, risulta essere la seconda pista siciliana per grandezza e si propone per ospitare eventi di livello nazionale e internazionale.
- Kartodromo di Kinisia nella frazione di Rilievo, che trova collocazione in quello che era l'aeroporto di Chinisia: tale struttura si configura, inoltre, come miniautodromo e ha altresì ospitato gare di moto;
- Crossodromo, sempre a Rilievo, rappresenta la prima pista da motocross del libero consorzio comunale di Trapani, utilizzabile anche per quad.
- Palestra comunale Francesco Paolo Pinco, nel lungomare Dante Alighieri.
- Campo Sportivo Scolastico (noto come Campo CONI) che contiene una pista di atletica leggera ed attrezzature che lo omologano come campo ufficiale FIDAL.[79]
- Campo Aula, campo di calcio a 11 regolamentare, utilizzato prima della costruzione dello Stadio Polisportivo Provinciale, dal Trapani Calcio. Il campo è stato rimpiazzato nel 2025 dal Pattinodromo Leonardo Tortorici e Dina Naso;
- Skatedromo, impianto situato accanto al pattinodromo Tortorici - Naso e destinato alla disciplina delle tavole da "skate";
- Campo di hockey.

È da sottolineare la mancanza di uno stadio nel perimetro del comune di Trapani in quanto lo stadio della città, denominato Provinciale, si trova sul territorio del confinante comune di Erice.